# Château-l'Évêque
Pour les articles homonymes, voir Château (homonymie) et L'Évêque.
Château-l'Évêque est une commune française située dans le département de la Dordogne, en région Nouvelle-Aquitaine.

## Géographie

### Généralités
Dans la moitié nord du département de la Dordogne, en Périgord central, la commune de Château-l'Évêque est incluse dans l'aire d'attraction de Périgueux.
Situé à la confluence de la Beauronne et de son affluent le ruisseau de Mesplier, et traversé par la route départementale (RD) 939 (l'axe Périgueux-Angoulême), le bourg de Château-l'Évêque est situé, en distances orthodromiques, sept kilomètres au nord-ouest du centre-ville de Périgueux et treize kilomètres au sud de Brantôme.
Le territoire communal est également desservi par les RD 2 et 3E7, ainsi que par la ligne ferroviaire de Limoges à Périgueux en gare de Château-l'Évêque.
Au sud, le sentier de grande randonnée GR 36 marque la limite communale sur 650 mètres face à Chancelade.

### Communes limitrophes
Château-l'Évêque est limitrophe de huit autres communes, dont Bussac à l'ouest, sur une distance d'environ 80 mètres et Périgueux au sud sur environ 500 mètres.
| Biras                | Brantôme en Périgord  | Agonac       |
| Bussac               | Château-l'Évêque      |              |
| La Chapelle-Gonaguet | Chancelade, Périgueux | Champcevinel |

### Géologie et relief

#### Géologie
Situé sur la plaque nord du Bassin aquitain et bordé à son extrémité nord-est par une frange du Massif central, le département de la Dordogne présente une grande diversité géologique. Les terrains sont disposés en profondeur en strates régulières, témoins d'une sédimentation sur cette ancienne plate-forme marine. Le département peut ainsi être découpé sur le plan géologique en quatre gradins différenciés selon leur âge géologique. Château-l'Évêque est située dans le troisième gradin à partir du nord-est, un plateau formé de calcaires hétérogènes du Crétacé.
Les couches affleurantes sur le territoire communal sont constituées de formations superficielles du Quaternaire datant du Cénozoïque et de roches sédimentaires du Mésozoïque. La formation la plus ancienne, notée c3(2), date du Coniacien indifférencié, composée de calcaires gréseux, sables et marnes à la base puis calcaires bioclastiques et calcaires crayeux et glauconieux ou calcaires à huîtres au sommet. La formation la plus récente, notée CFvs, fait partie des formations superficielles de type colluvions carbonatées de vallons secs : sable limoneux à débris calcaires et argile sableuse à débris. Le descriptif de ces couches est détaillé dans  les feuilles « no 758 - Périgueux (ouest) » et « no 759 - Périgueux (est) » de la carte géologique au 1/50 000 de la France métropolitaine, et leurs notices associées,.

Carte géologique de Château-l'Évêque.

#### Relief et paysages
Le département de la Dordogne se présente comme un vaste plateau incliné du nord-est (491 m, à la forêt de Vieillecour dans le Nontronnais, à Saint-Pierre-de-Frugie) au sud-ouest (2 m à Lamothe-Montravel). L'altitude du territoire communal varie quant à elle entre 92 m au sud, à l'est du lieu-dit Chamarat, là où la Beauronne quitte la commune et entre sur celle de Chancelade, et 233 m à l'extrême nord-ouest, près du lieu-dit le Grand Claud.
Dans le cadre de la Convention européenne du paysage entrée en vigueur en France le 1er juillet 2006, renforcée par la loi du 8 août 2016 pour la reconquête de la biodiversité, de la nature et des paysages, un atlas des paysages de la Dordogne a été élaboré sous maîtrise d’ouvrage de l’État et publié en octobre 2020. Les paysages du département s'organisent en huit unités paysagères et 14 sous-unités. La commune fait partie du Périgord central, un paysage vallonné, aux horizons limités par de nombreux bois, plus ou moins denses, parsemés de prairies et de petits champs.
La superficie cadastrale de la commune publiée par l'Insee, qui sert de référence dans toutes les statistiques, est de 35,68 km2,,. La superficie géographique, issue de la BD Topo, composante du Référentiel à grande échelle produit par l'IGN, est quant à elle de 37,15 km2.

### Hydrographie

#### Réseau hydrographique
La commune est située dans le bassin de la Dordogne au sein du Bassin Adour-Garonne. Elle est drainée par la Beauronne, le ruisseau de Mesplier, et par deux petits cours d'eau, qui constituent un réseau hydrographique de 27 km de longueur totale,.
La Beauronne, d'une longueur totale de 28,16 km, prend sa source dans la commune de Négrondes et se jette dans l'Isle en rive droite à Marsac-sur-l'Isle. En amont de cette confluence, son bras oriental marque la limite avec Périgueux. Elle traverse la commune du nord-est au sud sur huit kilomètres.
Son affluent de rive droite le ruisseau de Mesplier prend sa source dans le nord-ouest du territoire communal qu'il arrose sur plus de cinq kilomètres rejoignant la Beauronne dans le bourg.

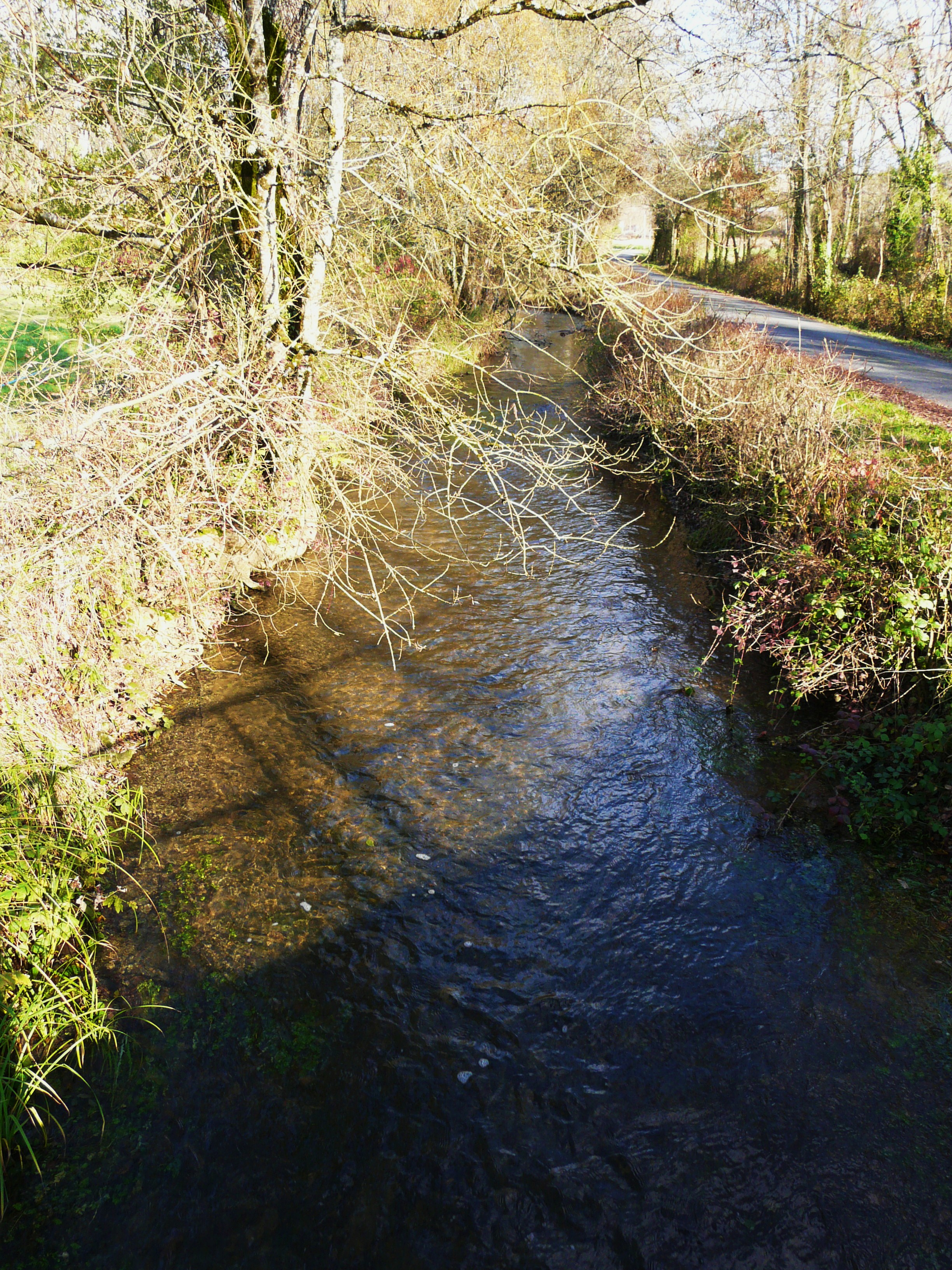
La Beauronne à Preyssac.
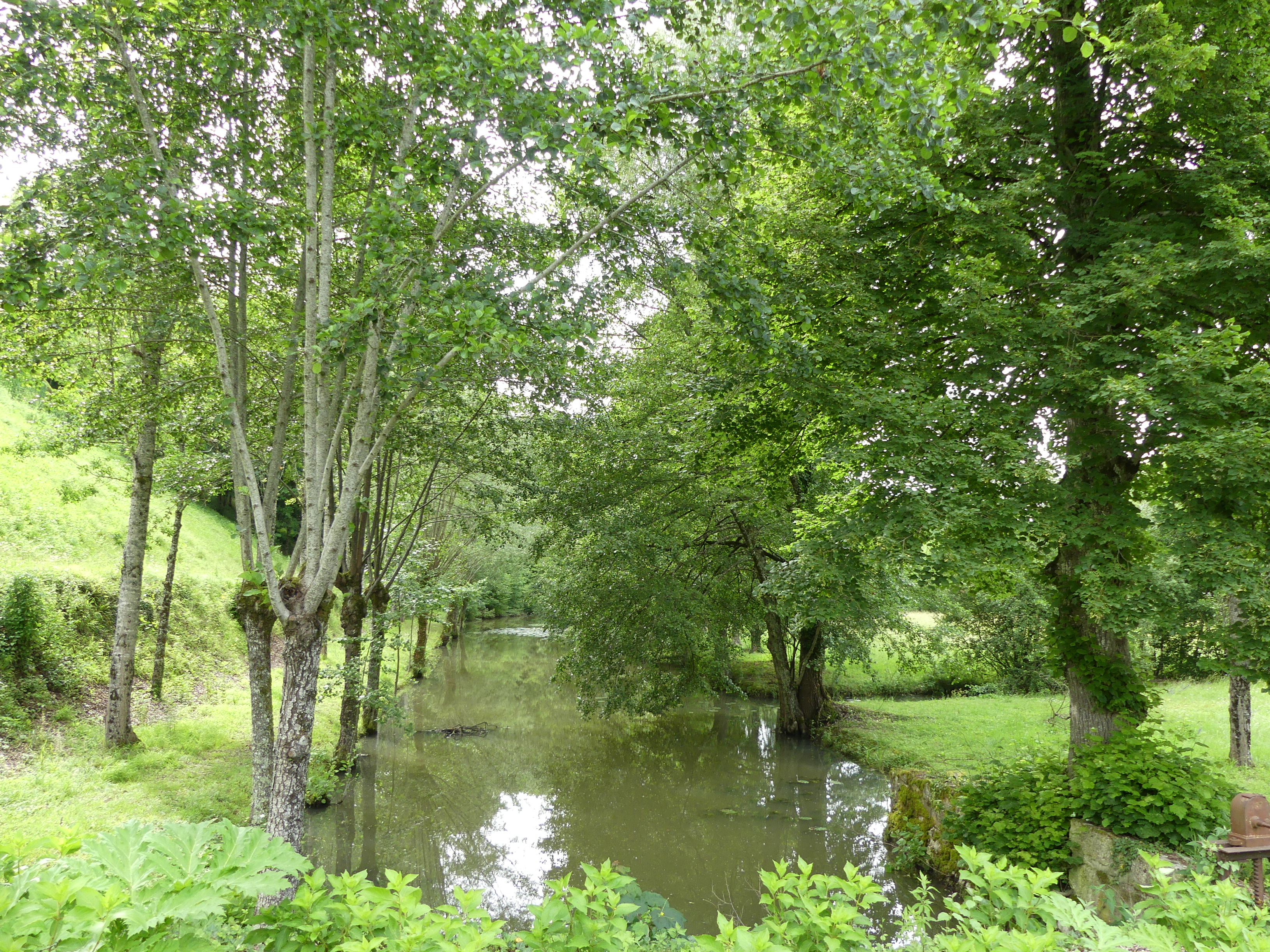
Le ruisseau de Mesplier en contrebas du château de Château-l'Évêque.
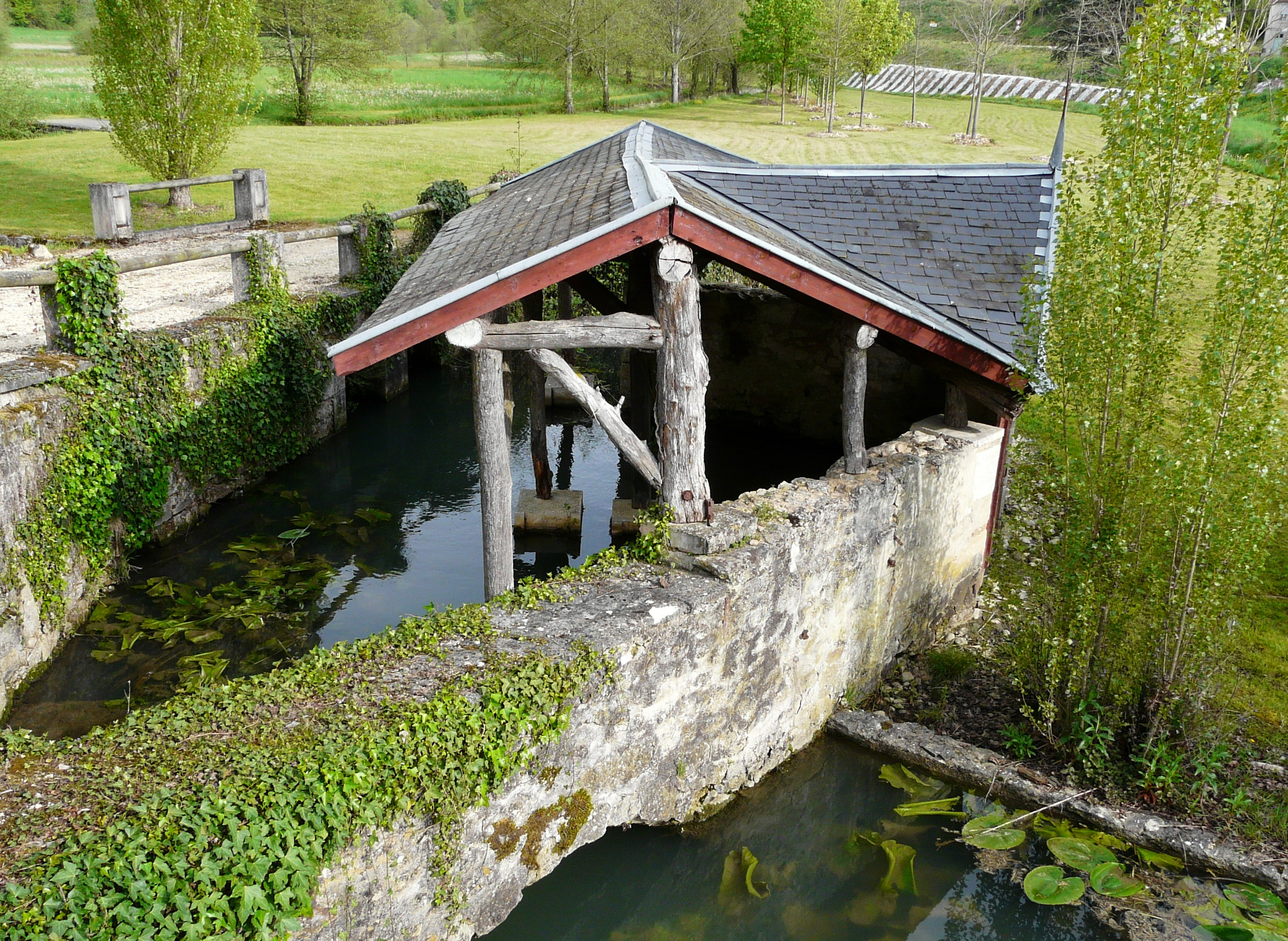
Lavoir dans le bourg sur le ruisseau de Mesplier.
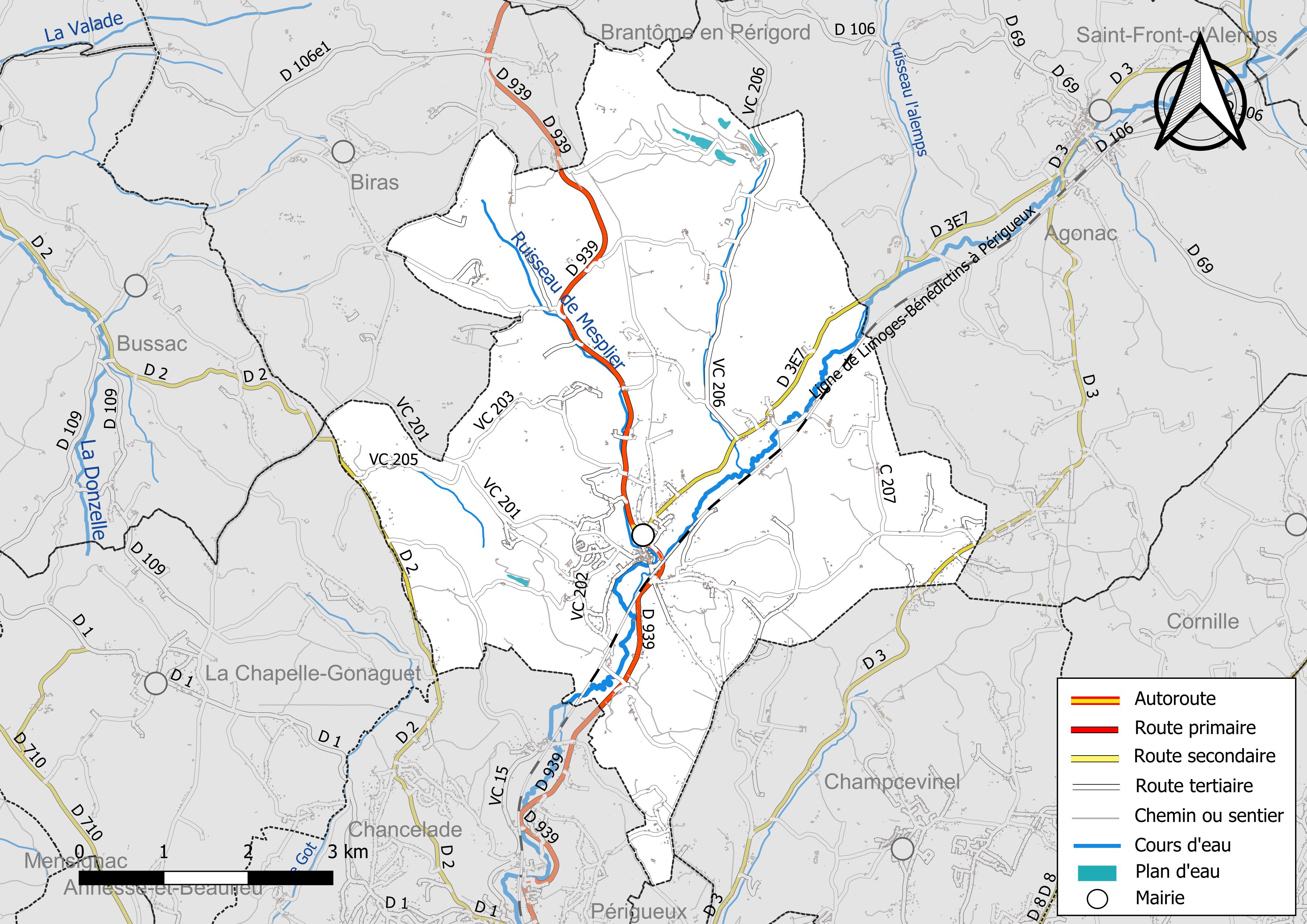
Réseaux hydrographique et routier de Château-l'Évêque.

#### Gestion et qualité des eaux
Le territoire communal est couvert par le schéma d'aménagement et de gestion des eaux (SAGE) « Isle - Dronne ». Ce document de planification, dont le territoire regroupe les bassins versants de l'Isle et de la Dronne, d'une superficie de 7 500 km2, a été approuvé le 2 août 2021. La structure porteuse de l'élaboration et de la mise en œuvre est l'établissement public territorial de bassin de la Dordogne (EPIDOR). Il définit sur son territoire les objectifs généraux d’utilisation, de mise en valeur et de protection quantitative et qualitative des ressources en eau superficielle et souterraine, en respect des objectifs de qualité définis dans le troisième SDAGE  du Bassin Adour-Garonne qui couvre la période 2022-2027, approuvé le 10 mars 2022.
La qualité des eaux de baignade et des cours d’eau peut être consultée sur un site dédié géré par les agences de l’eau et l’Agence française pour la biodiversité.

### Climat
Pour des articles plus généraux, voir Climat de la Nouvelle-Aquitaine et Climat de la Dordogne.
En 2010, le climat de la commune est de type climat océanique altéré, selon une étude s'appuyant sur une série de données couvrant la période 1971-2000. En 2020, Météo-France publie une typologie des climats de la France métropolitaine dans laquelle la commune est toujours exposée à un climat océanique altéré et est dans la région climatique  Aquitaine, Gascogne, caractérisée par une pluviométrie abondante au printemps, modérée en automne, un faible ensoleillement au printemps, un été chaud (19,5 °C), des vents faibles, des brouillards fréquents en automne et en hiver et des orages fréquents en été (15 à 20 jours).
Pour la période 1971-2000, la température annuelle moyenne est de 12,3 °C, avec  une amplitude thermique annuelle de 15 °C. Le cumul annuel moyen de précipitations est de 908 mm, avec 12,6 jours de précipitations en janvier et 6,8 jours en juillet. Pour la période 1991-2020, la température moyenne annuelle observée sur la station météorologique la plus proche, située sur la commune de Coulounieix-Chamiers à 7 km à vol d'oiseau, est de 13,1 °C et le cumul annuel moyen de précipitations est de 912,2 mm,. Pour l'avenir, les paramètres climatiques de la commune estimés pour 2050 selon différents scénarios d’émission de gaz à effet de serre sont consultables sur un site dédié publié par Météo-France en novembre 2022.

## Urbanisme

### Typologie
Au 1er janvier 2024, Château-l'Évêque est catégorisée commune rurale à habitat dispersé, selon la nouvelle grille communale de densité à 7 niveaux définie par l'Insee en 2022.
Elle est située hors unité urbaine. Par ailleurs la commune fait partie de l'aire d'attraction de Périgueux, dont elle est une commune de la couronne,. Cette aire, qui regroupe 49 communes, est catégorisée dans les aires de 50 000 à moins de 200 000 habitants,.

### Occupation des sols
En 2006, au niveau communal, les sols se répartissaient de la façon suivante : 61,5 % de forêts ou de milieux semi-naturels, 34,3 % de territoires agricoles et 4,1 % de territoires artificialisés.

### Villages, hameaux et lieux-dits
Outre le bourg de Château-l'Évêque proprement dit, le territoire se compose d'autres villages ou hameaux, ainsi que de lieux-dits :
- l'Aubède
- Baccade
- la Bagatelle
- Balzac
- les Barres
- la Bayolle
- la Bessède
- la Beylie
- Bléda
- les Boigettes
- Bois Blancs
- le Bois de Lavergne
- la Borde
- Boschaud
- Boulanger
- Bournazeau
- Boyer
- les Brandes
- les Brandissoux
- Bûcher
- la Chabrerie
- Chamarat
- Ciriex
- les Colys
- la Combe du Rat
- Commentou
- les Communaux
- Cosse Noire
- Coullarède
- la Couturie
- le Cros
- Cul de Chien
- Daille
- la Fauternie
- la Fontaine de Pessard
- la Fontaine de Laguizat
- Forêt de Feytaud
- les Forêts
- la Fouillarge
- la Fouillouse
- la Garenne
- la Glauterie
- le Godet
- la Gorce
- le Grand Daille
- la Grande Pièce
- Grands Bois
- la Grange du Godet
- la Grange du Treuilh
- la Grange Haute
- les Granges
- les Granges de Crolus
- les Granges de Preyssac
- les Grangiéras
- les Gravettes
- le Gros Chêne
- Lac Lacroix
- le Ladoux
- Laforêt
- Laguizat
- Lascaud Vieille
- Leymérigie
- la Libaudie
- la Loube
- Maine de Talus
- les Maritoux
- les Marsalies
- les Martys
- Mesplier
- les Meyrans
- la Missou
- la Monnerie
- la Monzie
- Nouzarède
- Paradis
- les Payants
- le Petit Daille
- le Petit Maine
- le Petit Rey
- Peyssard
- la Picou
- Plaisance
- le Poteau des Quatre Communes
- Preyssac
- Puy de Paris
- Puy Long
- le Relais
- Rimolas
- Rivière
- Rodemiole
- la Rouchière
- le Rouchou
- le Royer
- Saint-Angel
- la Sauvage
- Sauvagie
- la Tamanie
- la Tamiserie
- la Tamiserie Basse
- la Tuilière
- le Verdoyer
- Verginas
- Vessat
- les Vincents.

### Prévention des risques

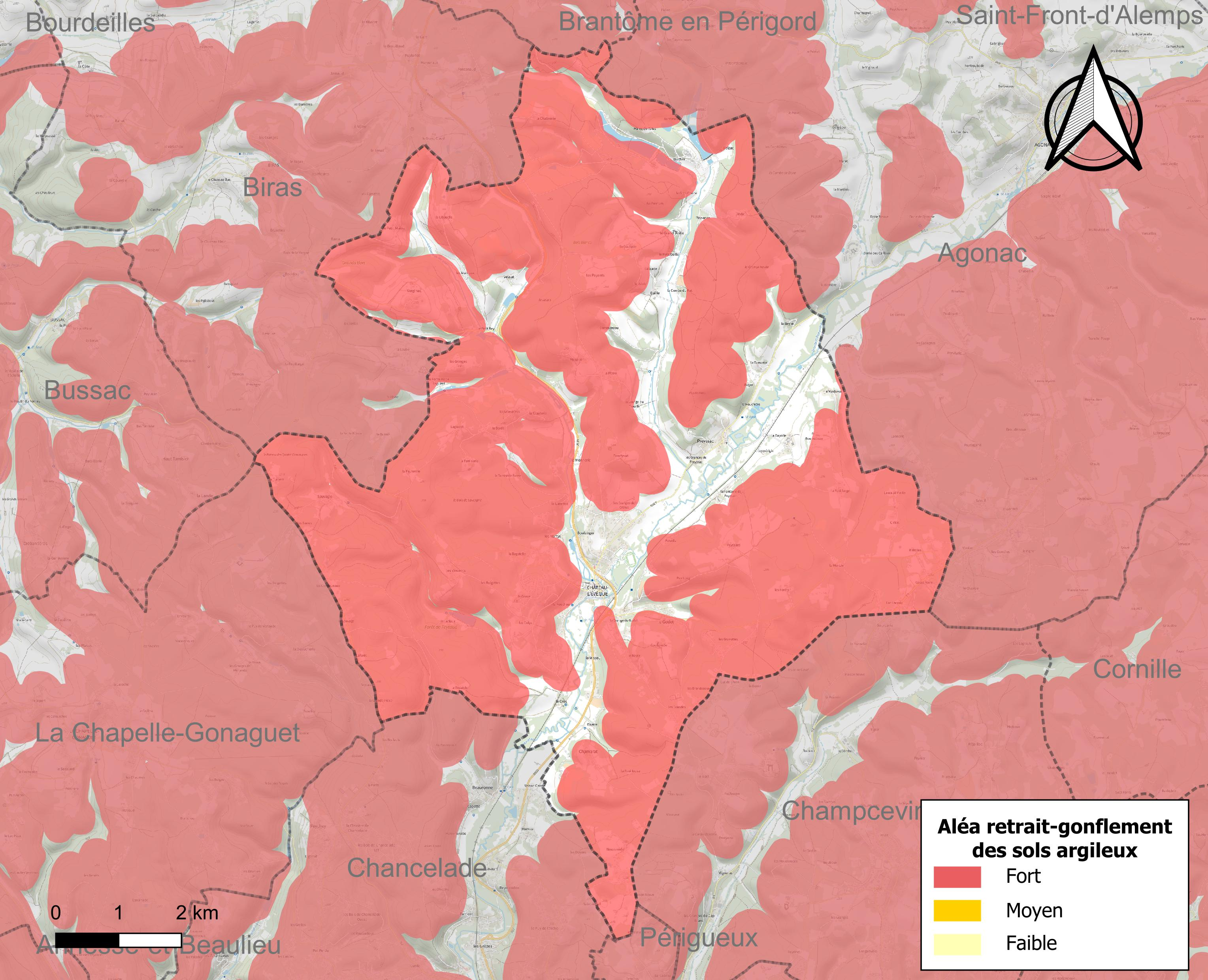
Carte des zones d'aléa retrait-gonflement des sols argileux de Château-l'Évêque.

Le territoire de la commune de Château-l'Évêque est vulnérable à différents aléas naturels : météorologiques (tempête, orage, neige, grand froid, canicule ou sécheresse), inondations, feux de forêts, mouvements de terrains et séisme (sismicité très faible). Un site publié par le BRGM permet d'évaluer simplement et rapidement les risques d'un bien localisé soit par son adresse soit par le numéro de sa parcelle.
Certaines parties du territoire communal sont susceptibles d’être affectées par le risque d’inondation par débordement de cours d'eau, notamment la Beauronne. La commune a été reconnue en état de catastrophe naturelle au titre des dommages causés par les inondations et coulées de boue survenues en 1982, 1986, 1988, 1993, 1999, 2007 et 2018,. Le risque inondation est pris en compte dans l'aménagement du territoire de la commune par le biais du plan de prévention des risques inondation (PPRI) de la « vallée de la Beauronne et de l'Alemps », couvrant six communes et approuvé le 20 mars 2012, pour les crues de la Beauronne, impactant ses rives sur une largeur pouvant dépasser les 300 mètres au sud du bourg, ainsi que pour la partie aval de son affluent le ruisseau de Mesplier (sur les 400 derniers mètres). Le débit centennal de la Beauronne retenu pour l'élaboration du PPRI est de 72 m3/s,.
Château-l'Évêque est exposée au risque de feu de forêt. L’arrêté préfectoral du 14 mars 2013 fixe les conditions de pratique des incinérations et de brûlage dans un objectif de réduire le risque de départs d’incendie. À ce titre, des périodes sont déterminées : interdiction totale du 15 février au 15 mai et du 15 juin au 15 octobre, utilisation réglementée du 16 mai au 14 juin et du 16 octobre au 14 février. En septembre 2020, un plan inter-départemental de protection des forêts contre les incendies (PidPFCI) a été adopté pour la période 2019-2029,.
Les mouvements de terrains susceptibles de se produire sur la commune sont des tassements différentiels. Le retrait-gonflement des sols argileux est susceptible d'engendrer des dommages importants aux bâtiments en cas d’alternance de périodes de sécheresse et de pluie. 79,5 % de la superficie communale est en aléa moyen ou fort (58,6 % au niveau départemental et 48,5 % au niveau national métropolitain). Depuis le 1er octobre 2020, en application de la loi ÉLAN, différentes contraintes s'imposent aux vendeurs, maîtres d'ouvrages ou constructeurs de biens situés dans une zone classée en aléa moyen ou fort,.
La commune a été reconnue en état de catastrophe naturelle au titre des dommages causés par la sécheresse en 1989, 1991, 1992, 1997, 2003, 2009 et 2011 et par des mouvements de terrain en 1999.

## Toponymie

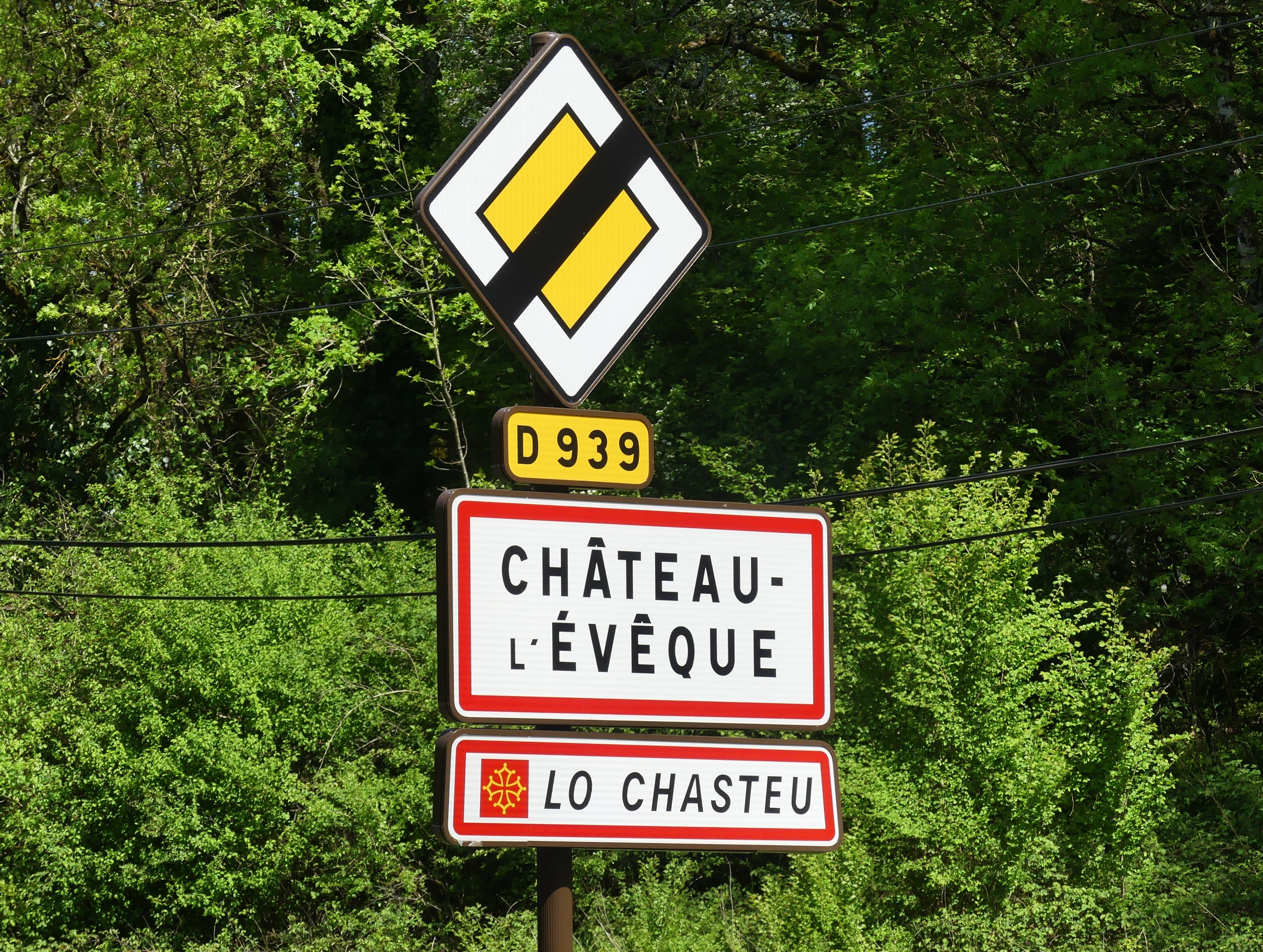
Panneau d'entrée dans le bourg en français et occitan.

La première mention écrite connue du lieu, sous la forme Ecclesia de Preisat concerne le hameau de Preyssac et date de 1169 dans une bulle pontificale,. On trouve ensuite Preyshac en 1247, la mention d'une léproserie en 1318 (Leprosia de Preysac), Prechat en 1325, Preychacum dans un pouillé au XIVe siècle, Preyschacum en 1382 et Preysat en 1665 dans un acte notarié. À la création des municipalités, on retrouve le nom de Peyssac Dagonat en 1793 puis de Pressac d'Agonnac en 1801 avant que la commune de Preyssac-d'Agonac ne prenne le nom définitif de Château-l'Évêque le 25 décembre 1831.
Le nom de Pressac est dérivé du nom d'un personnage gallo-roman Priscus auquel s'ajoute le suffixe -acum, l'ensemble signifiant le « domaine de Priscus ».
Le nom de Château-l'Évêque est mentionné en 1329 en latin sous les formes Castrum Episcopi et Castrum Episcopale.
En occitan, la commune porte le nom de Lo Chasteu ou Lu Chasteu.

## Histoire
Deux sites du Néolithique ont été retrouvés sur la commune.
On a décelé la présence de voies romaines[réf. nécessaire], passant par la Sauvagie. Au lieu-dit la Pierre Plantée, se trouve une borne anépigraphe (borne milliaire) datée du règne de l'empereur Florien en 270 ap. J.-C.[réf. nécessaire].
Au Moyen Âge, Preyssac dépendait de la châtellenie d'Agonac. En 1347, Adhémar de Neuville, l’évêque de Périgueux fait construire le château de Château-l'Évêque qui devient une résidence d'été des évêques de Périgueux. En 1364, la paroisse est en partie détruite par les Anglais. En 1412, 280 combattants anglais sont sur Château-l'Évêque, brûlent trois maisons, puis prennent et détruisent Pressac (Pressac d'Agonnac, ancien nom de Château-l'Évêque).
Château-l'Évêque est restauré en 1515 par l'évêque de Périgueux, Gui Ier de Castelnau. Pierre VIII Fournier ( - 1575), évêque de Périgueux, est étranglé par ses domestiques le 14 juillet 1575 dans son château.
En 1581, Jean de Montardie, capitaine de l’armée catholique part de Preyssac pour reprendre la ville de Périgueux aux protestants.
Le 23 septembre 1600, saint Vincent de Paul (1581-1660) est ordonné prêtre dans la chapelle du château épiscopal par l'évêque François de Bourdeilles (1516-1600).

## Politique et administration

### Rattachements administratifs
La commune de Château-l'Évêque (appelée dans un premier temps Peyssac Dagonnat puis Pressac-d'Agonnac) a été rattachée, dès 1790, au canton d'Agonat qui dépendait du district de Perigueux. Les districts sont supprimés en 1795 et le canton d'Agonat en 1800. La commune est alors rattachée au canton de Périgueux dépendant de l'arrondissement de Périgueux.
Ce n'est qu'en 1831 que la commune prend son nom actuel. Le canton de Périgueux est scindé en trois en 1973 et Château-l'Évêque fait partie du nouveau canton de Périgueux-Nord-Est.
Dans le cadre de la réforme de 2014 définie par le décret du 21 février 2014, ce canton disparaît aux élections départementales de mars 2015. La commune est alors rattachée au canton de Trélissac.

### Intercommunalité
Fin 2002, elle rejoint la communauté d'agglomération périgourdine. Celle-ci disparaît le 31 décembre 2013, remplacée au 1er janvier 2014 par une nouvelle intercommunalité élargie : Le Grand Périgueux.

### Administration municipale
La population de la commune étant comprise entre 1 500 et 2 499 habitants au recensement de 2017, dix-neuf conseillers municipaux ont été élus en 2020,.

### Liste des maires

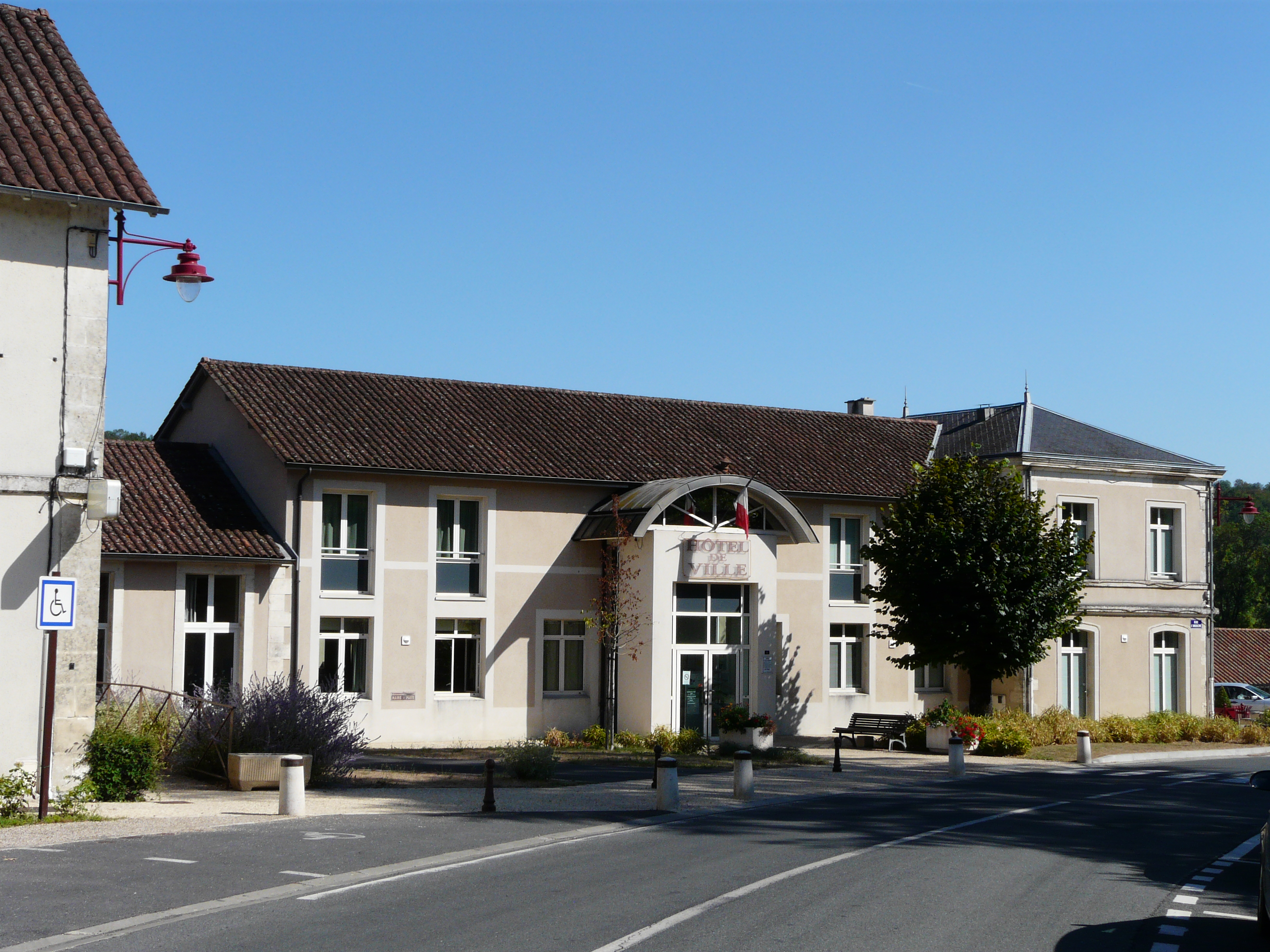
L'hôtel de ville.

| Période                                  | Période       | Identité                 | Étiquette | Qualité                                         |
| ---------------------------------------- | ------------- | ------------------------ | --------- | ----------------------------------------------- |
| Les données manquantes sont à compléter. |               |                          |           |                                                 |
|                                          |               |                          |           |                                                 |
| (1882 ou avant)                          | juin 1896     | Jean-Baptiste Passerieux |           |                                                 |
| juin 1896                                | juillet 1896  | Jean Sauvinet            |           | Conseiller municipal faisant fonctions de maire |
| juillet 1896                             | 1898          | Pierre Brachet           |           |                                                 |
| 1898                                     | novembre 1898 | Jean Sauvinet            |           | Conseiller municipal faisant fonctions de maire |
| novembre 1898                            | juin 1906     | Georges Perrier          |           |                                                 |
| juin 1906                                | mai 1912      | Pierre Brachet           |           |                                                 |
| mai 1912                                 | décembre 1944 | Pierre Maligne           |           |                                                 |
| décembre 1944                            | mai 1945      | Pierre Peignon           |           |                                                 |
| mai 1945                                 | mars 1959     | Maurice Duranthon        |           |                                                 |
| mars 1959                                | mars 1971     | Jean Salviat             |           |                                                 |
| mars 1971                                | 1990          | Maurice Chamoulaud       |           |                                                 |
| juillet 1990                             | janvier 1994  | Michel Granet            |           |                                                 |
| janvier 1994                             | mars 2014     | Serge Daugiéras          | SE        | Entrepreneur du bâtiment retraité               |
| mars 2014                                | mai 2020      | Marie-Hélène Belombo     | DVD       |                                                 |
| mai 2020                                 | En cours      | Alain Marty              |           | Technicien retraité                             |

### Jumelages

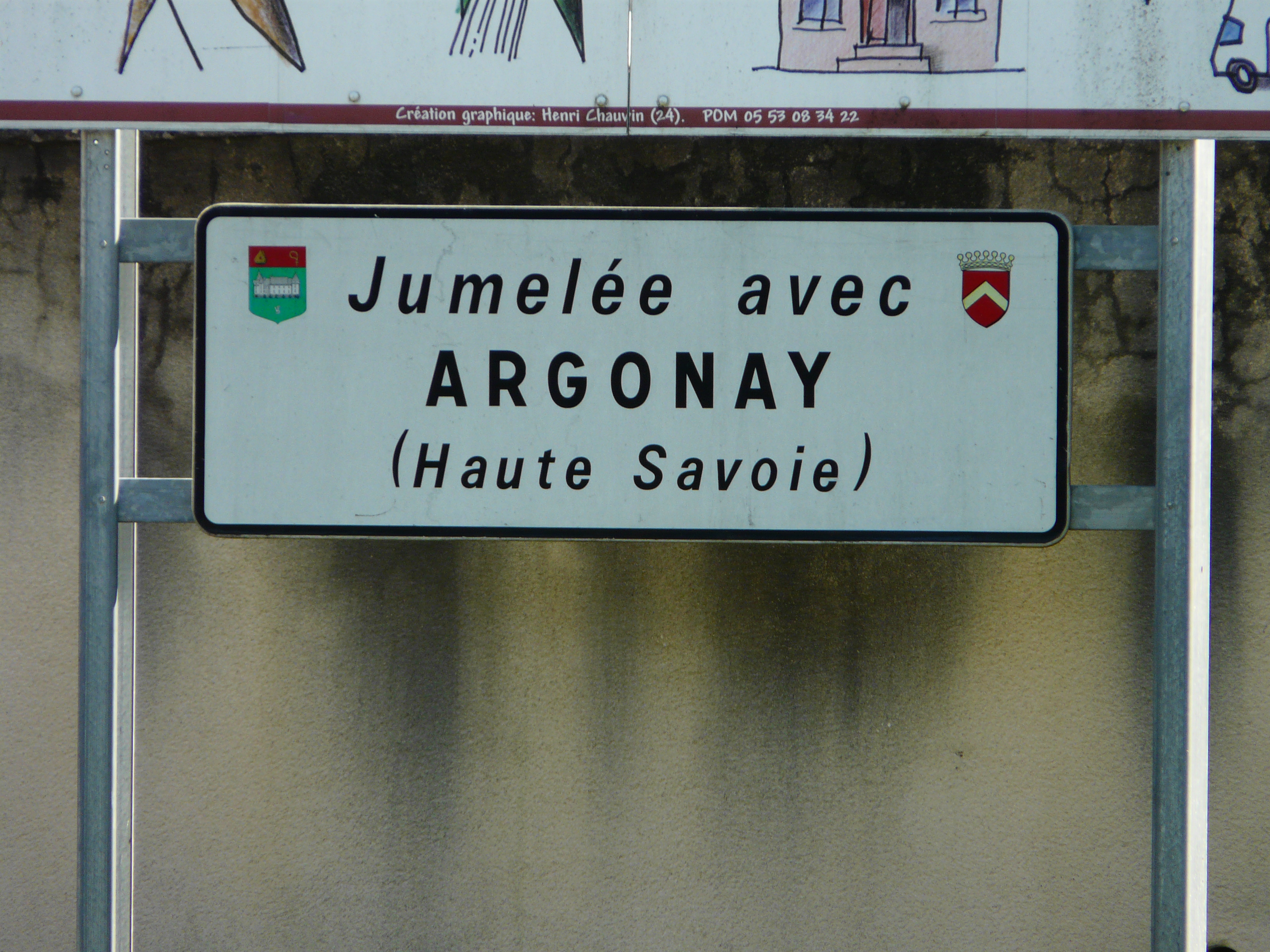
Panneau de jumelage à Château-l'Évêque.

- Argonay (France) depuis 1997

## Équipements et services publics

### Postes et télécommunications
Depuis 2015, La Poste a cédé la place à une agence postale communale,.

### Justice
Dans le domaine judiciaire, Château-l'Évêque relève : 
- du tribunal judiciaire, du tribunal pour enfants, du conseil de prud'hommes et du tribunal de commerce de Périgueux ;
- du pôle Nationalité du tribunal judiciaire de Périgueux (compétent uniquement dans le domaine de la nationalité) ;
- de la cour d'appel, du tribunal administratif et de la  cour administrative d'appel de Bordeaux.

## Population et société

### Démographie
Les habitants de Château-l'Évêque se nomment les Castelevêquois.
L'évolution du nombre d'habitants est connue à travers les recensements de la population effectués dans la commune depuis 1793. Pour les communes de moins de 10 000 habitants, une enquête de recensement portant sur toute la population est réalisée tous les cinq ans, les populations de référence des années intermédiaires étant quant à elles estimées par interpolation ou extrapolation. Pour la commune, le premier recensement exhaustif entrant dans le cadre du nouveau dispositif a été réalisé en 2005.

En 2022, la commune comptait 2 162 habitants, en évolution de +0,6 % par rapport à 2016 (Dordogne : +0,37 %, France hors Mayotte : +2,11 %).
| 1793  | 1800  | 1806  | 1821  | 1831  | 1836  | 1841  | 1846  | 1851  |
| ----- | ----- | ----- | ----- | ----- | ----- | ----- | ----- | ----- |
| 1 462 | 1 481 | 1 510 | 1 509 | 1 590 | 1 610 | 1 360 | 1 566 | 1 605 |

| 1856  | 1861  | 1866  | 1872  | 1876  | 1881  | 1886  | 1891  | 1896  |
| ----- | ----- | ----- | ----- | ----- | ----- | ----- | ----- | ----- |
| 1 557 | 1 553 | 1 570 | 1 544 | 1 515 | 1 598 | 1 578 | 1 582 | 1 563 |

| 1901  | 1906  | 1911  | 1921  | 1926  | 1931  | 1936  | 1946  | 1954  |
| ----- | ----- | ----- | ----- | ----- | ----- | ----- | ----- | ----- |
| 1 491 | 1 372 | 1 377 | 1 265 | 1 221 | 1 216 | 1 211 | 1 130 | 1 186 |

| 1962  | 1968  | 1975  | 1982  | 1990  | 1999  | 2005  | 2006  | 2010  |
| ----- | ----- | ----- | ----- | ----- | ----- | ----- | ----- | ----- |
| 1 191 | 1 173 | 1 235 | 1 378 | 1 701 | 1 760 | 1 883 | 1 915 | 2 086 |

| 2015  | 2020  | 2022  | - | - | - | - | - | - |
| ----- | ----- | ----- | - | - | - | - | - | - |
| 2 128 | 2 138 | 2 162 | - | - | - | - | - | - |

### Sports

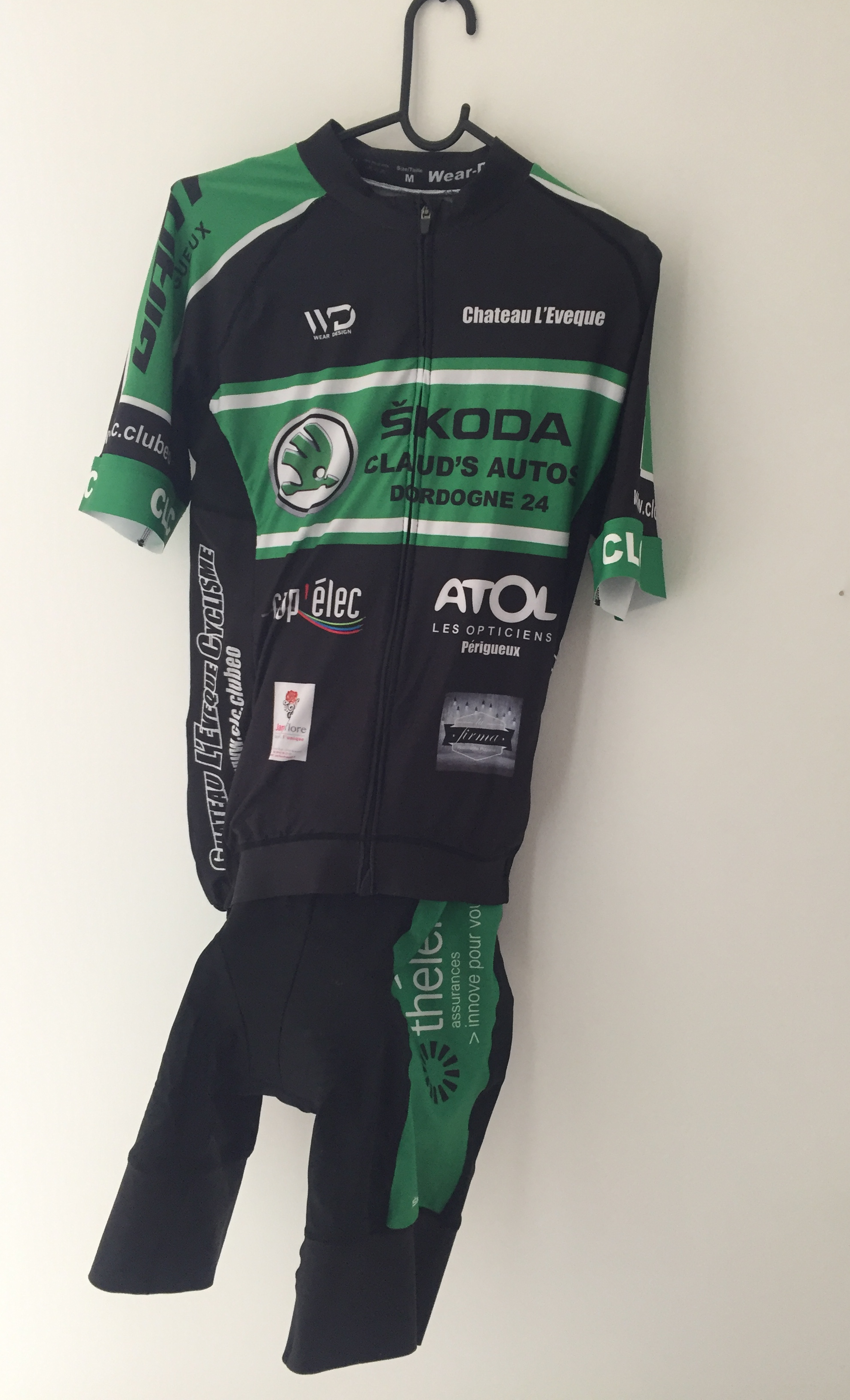
Tenue actuelle du CLC (saison 2021-2022)

En 2000, à la suite d'un échange sportif avec la commune jumelée d'Argonay, le club « Castel Cyclo », composé de sept membres, voit le jour. En janvier 2006, le club en plein essor est de plus en plus présent avec les cyclosportives, les cyclotouristes et sur les circuits cyclistes ; il devient le « Château-l'Évêque Cyclo » (CLC). En 2022, le club compte une cinquantaine de licenciés dont la moitié sont compétiteurs sur des courses UFOLEP. De nombreuses sorties sont organisées chaque année pour les randonneurs licenciés. Depuis 2018, le CLC arbore les couleurs vert et blanc puis vert et noir, du fait de son partenariat avec Škoda. Le club organise chaque année une randonnée VTT La Castelvêquoise et participe à plusieurs courses UFOLEP sur route en Dordogne.

## Économie

### Emploi
L'emploi est analysé ci-dessous selon qu'il concerne les habitants de Château-l'Évêque ou qu'il est proposé sur le territoire de la commune.

#### L'emploi des habitants
En 2016, parmi la population communale comprise entre 15 et 64 ans, les actifs représentent 1 004 personnes, soit 46,7 % de la population municipale. Le nombre de chômeurs (100) a augmenté par rapport à 2011 (70) et le taux de chômage de cette population active s'établit à 10,0 %.

#### L'emploi sur la commune
En 2016, la commune offre 232 emplois pour une population de 2 149 habitants. Le secteur administratif prédomine avec 45,8 % des emplois mais le secteur tertiaire est également très présent avec 36,4 %.
Répartition des emplois par domaines d'activité
|                     | Agriculture, sylviculture ou pêche | Industrie | Construction | Commerce, transports et services | Administration publique, enseignement, santé, action sociale |
| ------------------- | ---------------------------------- | --------- | ------------ | -------------------------------- | ------------------------------------------------------------ |
| Nombre d'emplois    | 10                                 | 5         | 26           | 85                               | 106                                                          |
| Pourcentage         | 4,3 %                              | 2,2 %     | 11,3 %       | 36,4 %                           | 45,8 %                                                       |
| Source des données. |                                    |           |              |                                  |                                                              |

### Établissements
Au 31 décembre 2015, la commune compte 136 établissements, dont soixante-sept au niveau des commerces, transports ou services, trente dans la construction, dix-neuf dans l'agriculture, la sylviculture ou la pêche, quinze relatifs au secteur administratif, à l'enseignement, à la santé ou à l'action sociale, et cinq dans l'industrie.

## Culture locale et patrimoine

### Lieux et monuments

#### Patrimoine civil
- Château de Château-l'Évêque (parfois aussi appelé château Saint-Vincent), XIVe, XVe et XVIe siècles, inscrit au titre des monuments historiques depuis 1938[69], visitable depuis le changement de propriétaire.
- Manoir de la Beylie, XVe siècle[70], fief des Montardit de la Beylie jusqu'en 1713. Cette famille joua un rôle pendant la Fronde. Le fief passa ensuite aux Jehan.
- Maison noble de la Chabrerie, XVIIe et XVIIIe siècles, avec une chapelle : demeure des Cluzel puis des Cossé de Brissac[71].
- Manoir de Coularède, XVIIIe siècle, repaire noble attesté en 1586[72].
- Château de Daille, XVIIe siècle[73].
- Manoir des Rivères, XVIe et XVIIe siècles, fief des Tortel, des Tessière, des Malet, des Mercier-Lacombe, des Aveline, des Vial d’Aram et des Bernard[74], implanté dans un site inscrit[75].
- Gentilhommière (ou manoir) de Preyssac du XVIe siècle, ancienne propriété des Cluzel de la Chabrerie et des Jehan[76].
- Domaine du Cros XIXe siècle, où naquit la romancière Rachilde (1860-1953)[77].
- Château de Mesplier, XVIe et XVIIIe siècles, qui appartint aux Mesplier, aux de Vessat, aux de Méredieu au XVIIe siècle, et aux Fourichon[78] de Mesplier de 1799 à 1919, aux Picard de 1919 à 1961. Réquisitionné en 1939 pour recevoir des réfugiés Alsaciens. Le 29 mars 1944, des Allemands de la division "B" exécutent quatre otages. Une stèle de Mesplier le commémore.
- Maison noble de Vessat, ancien fief des Barbarin[79], des de Méredieu et des Jehan, sur la route de l’ancien relais de poste de Vessat.
- Ancien lavoir sur le ruisseau de Mesplier, dans le bourg, au bas du château.

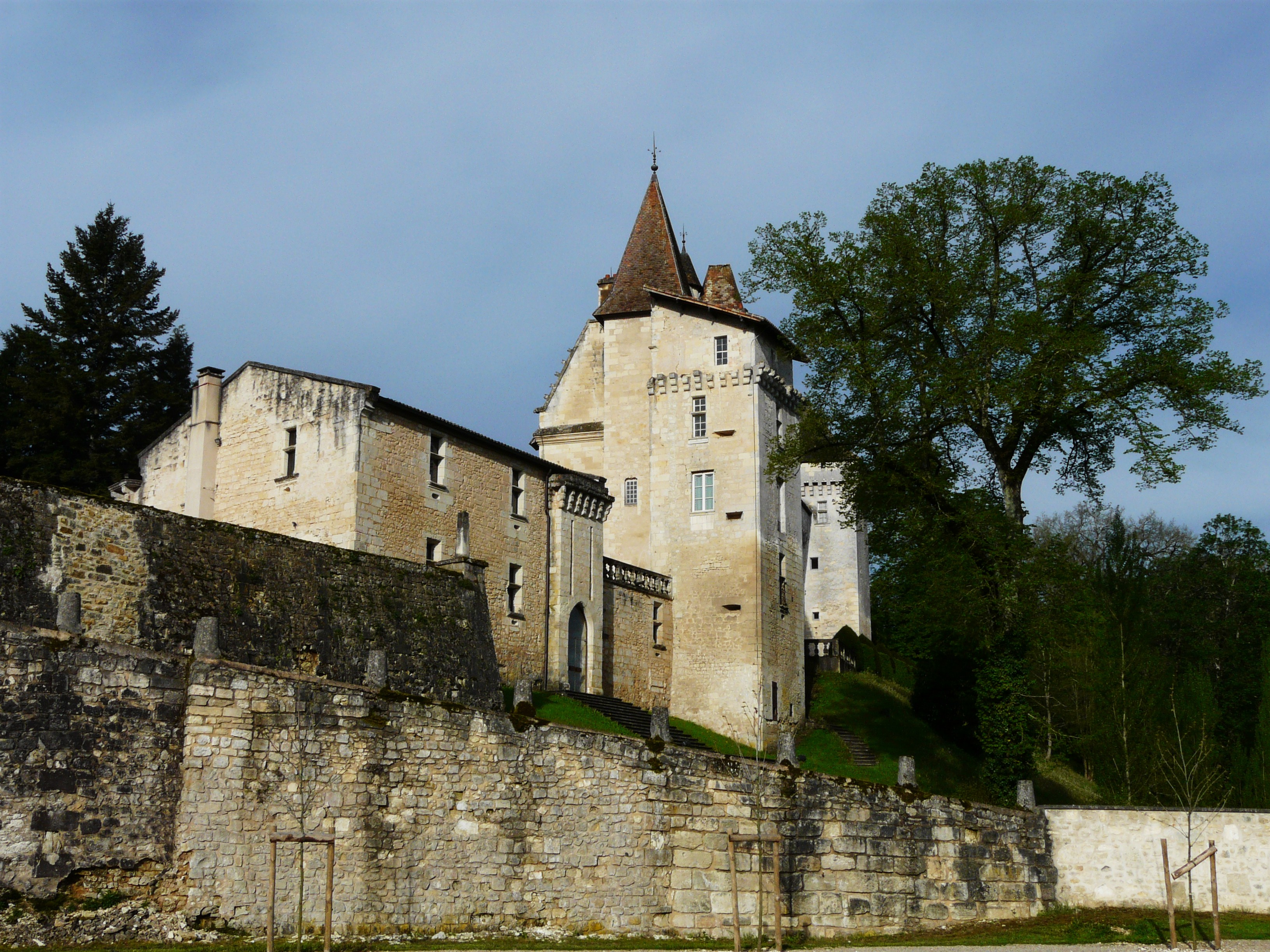
Le château de Château-l'Évêque.
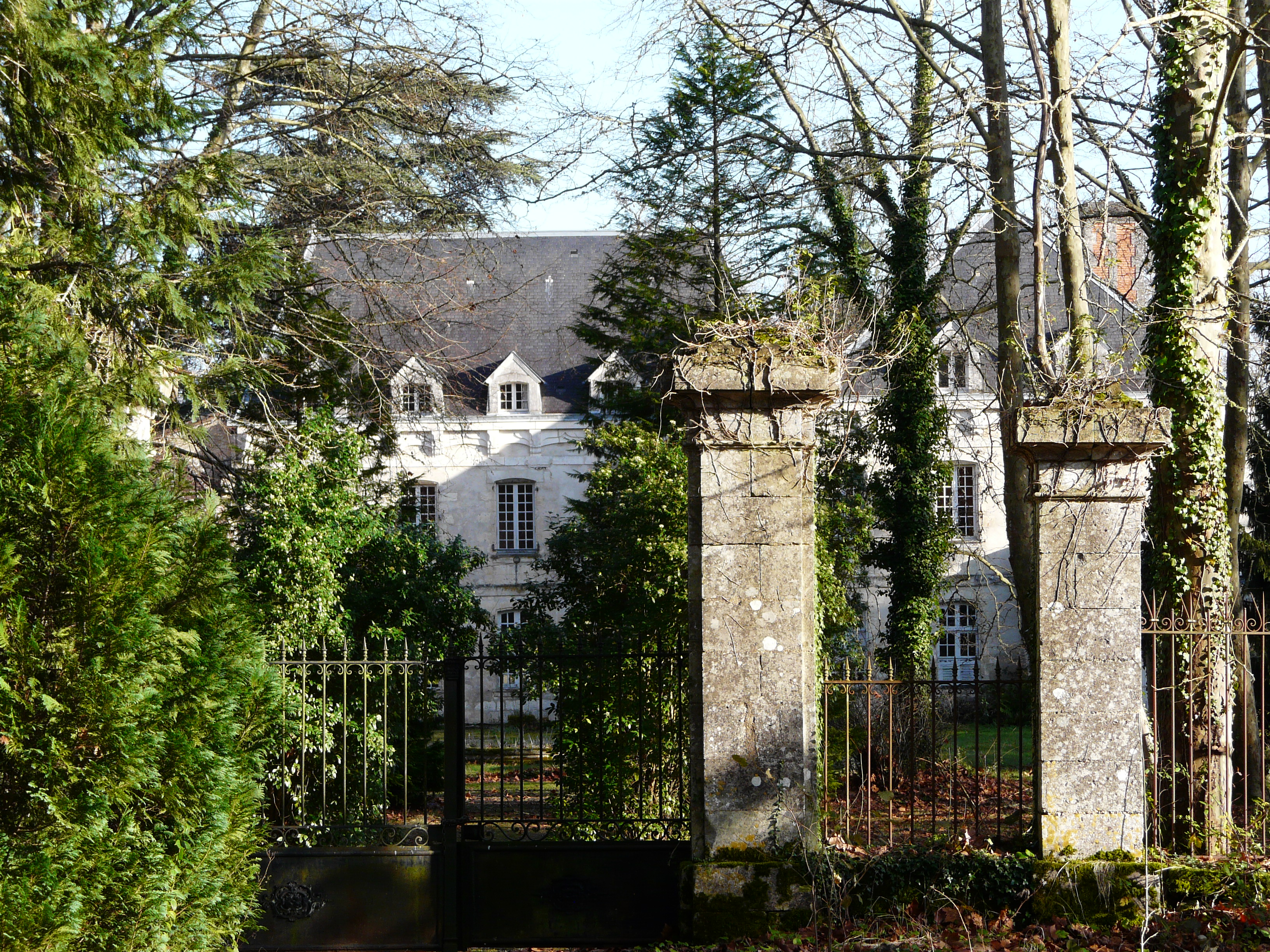
La maison noble de la Chabrerie.
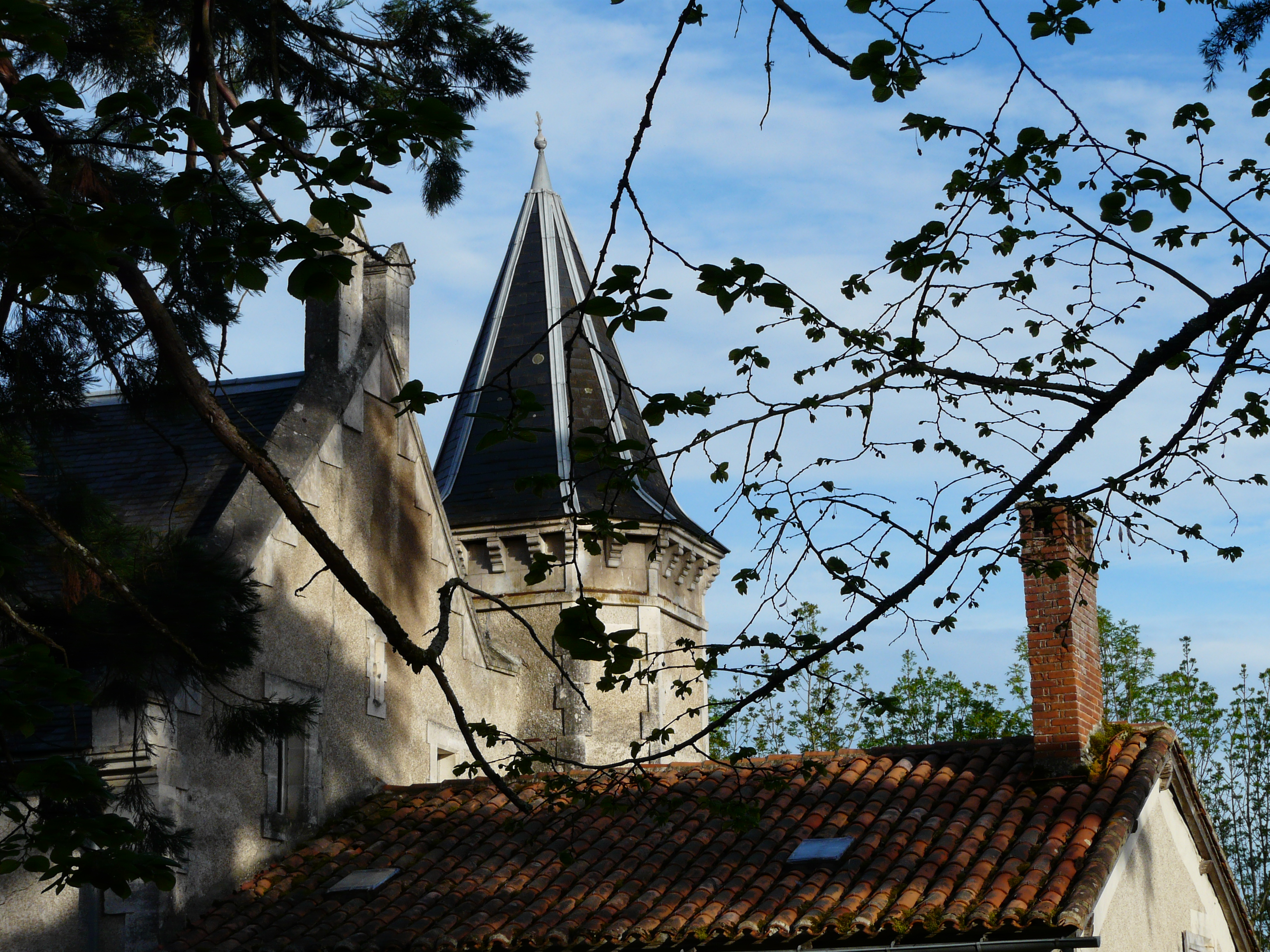
Le manoir de Coularède.
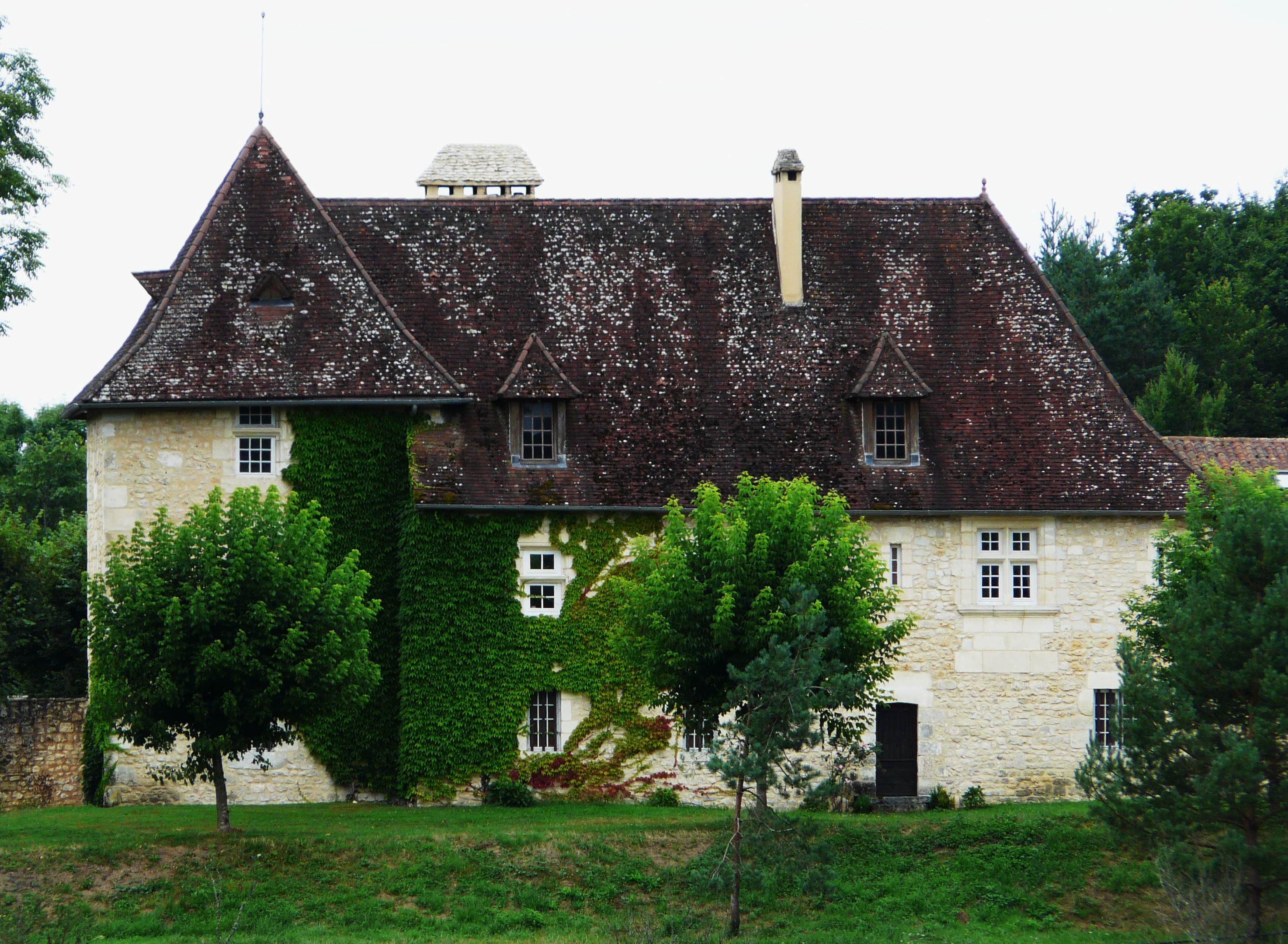
Le château de Daille.
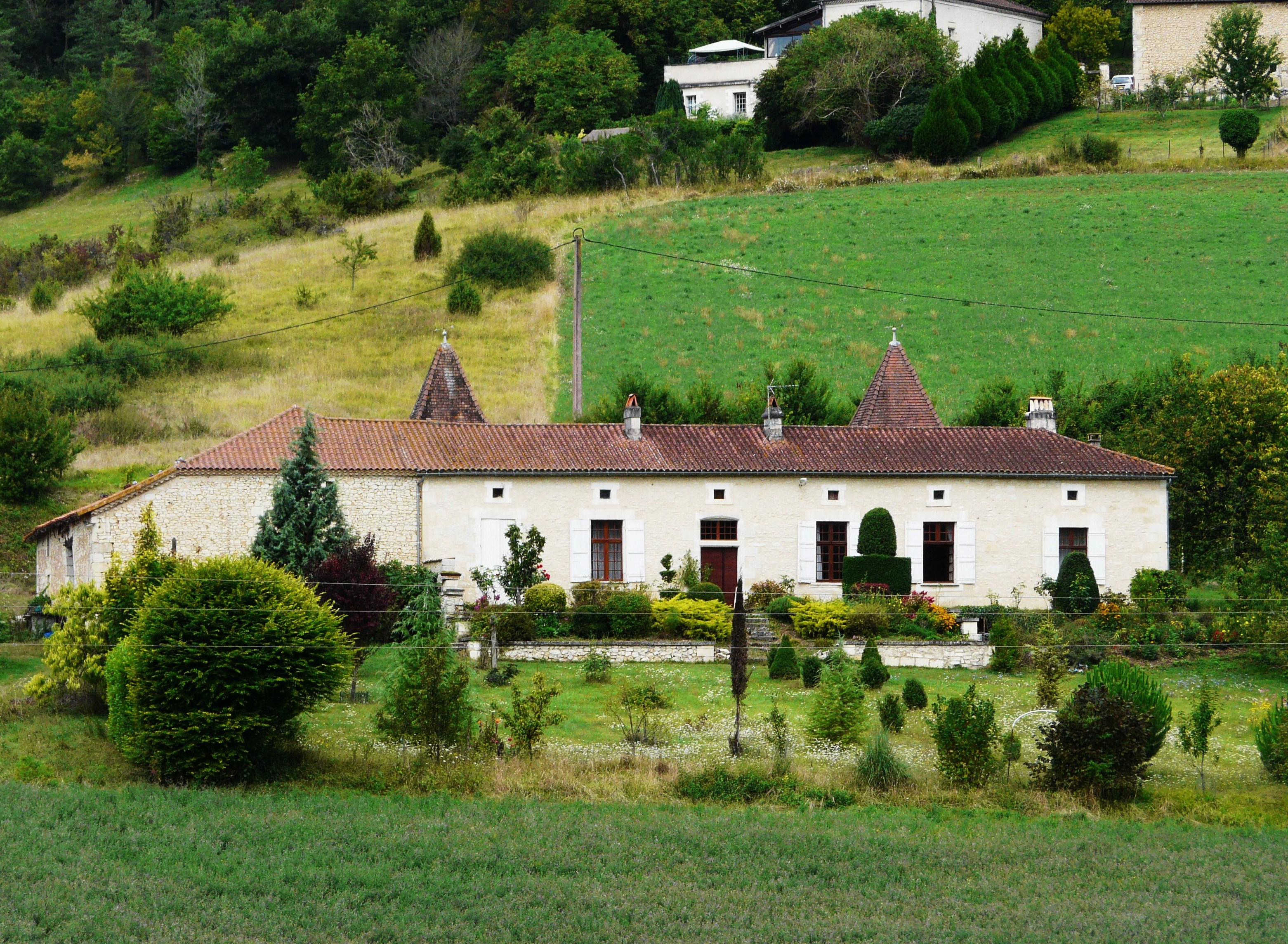
La ferme de Daille.
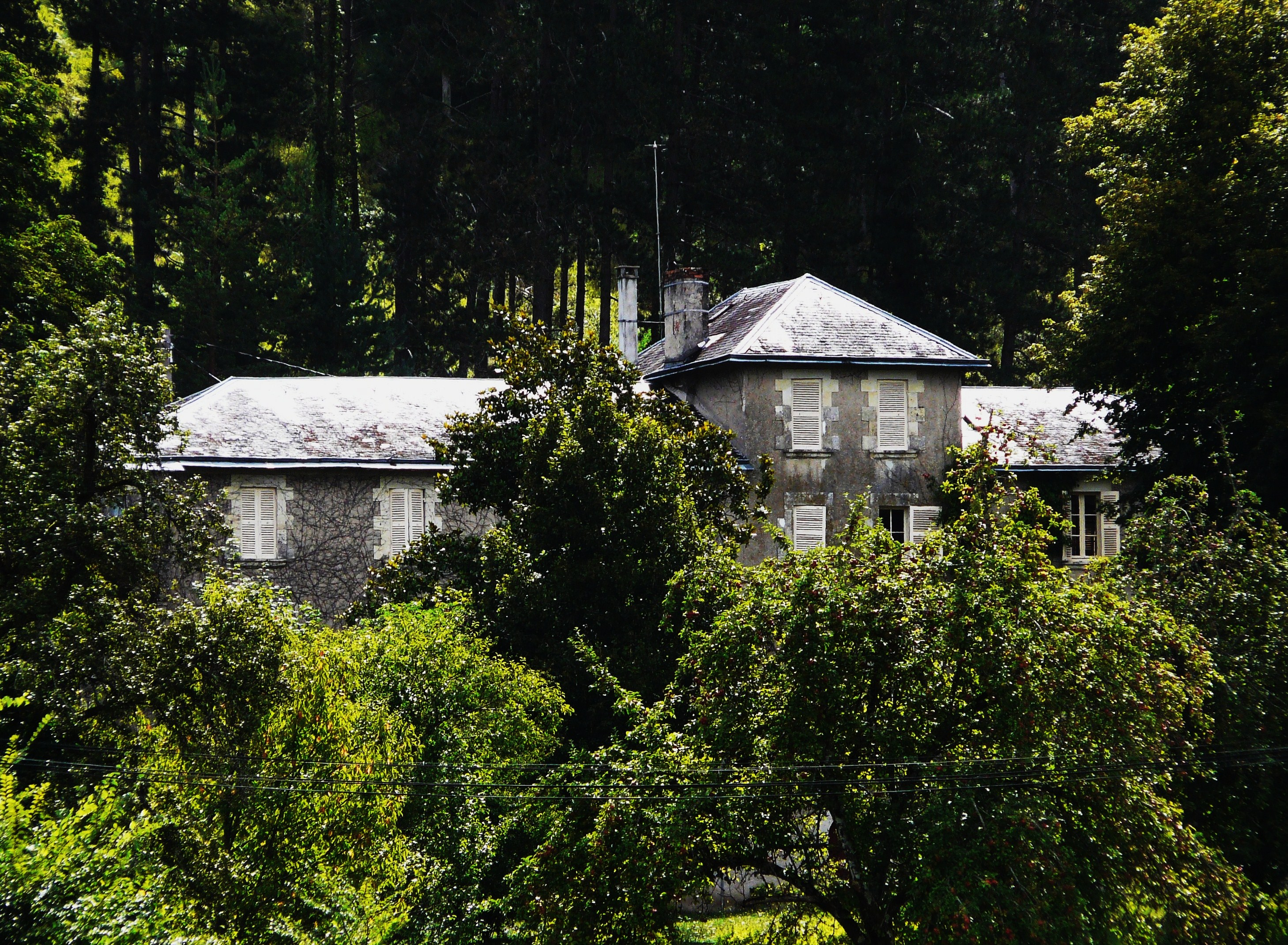
Le manoir des Rivières.
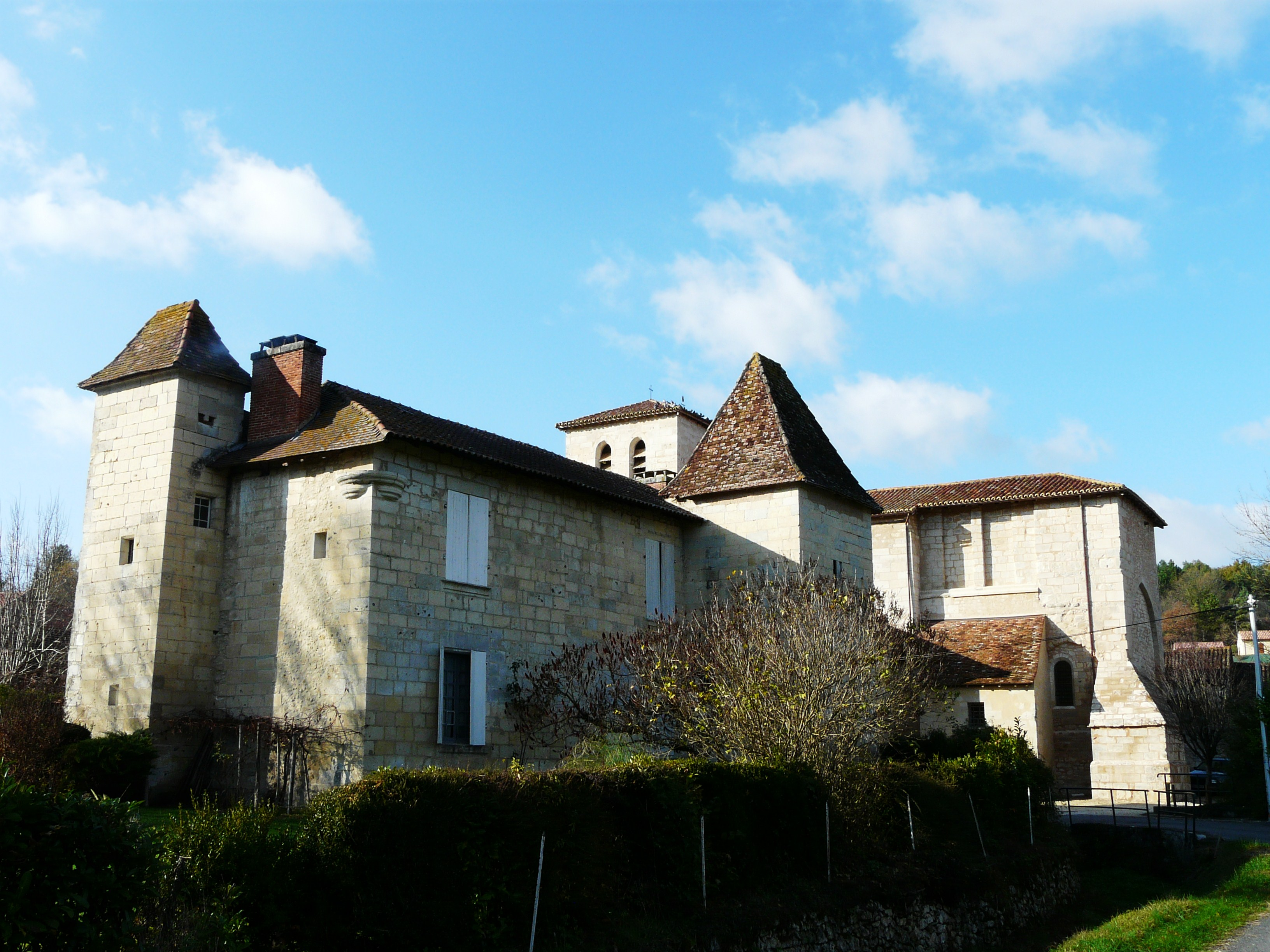
Le manoir de Preyssac attenant à l'église Saint-Jean-Baptiste.
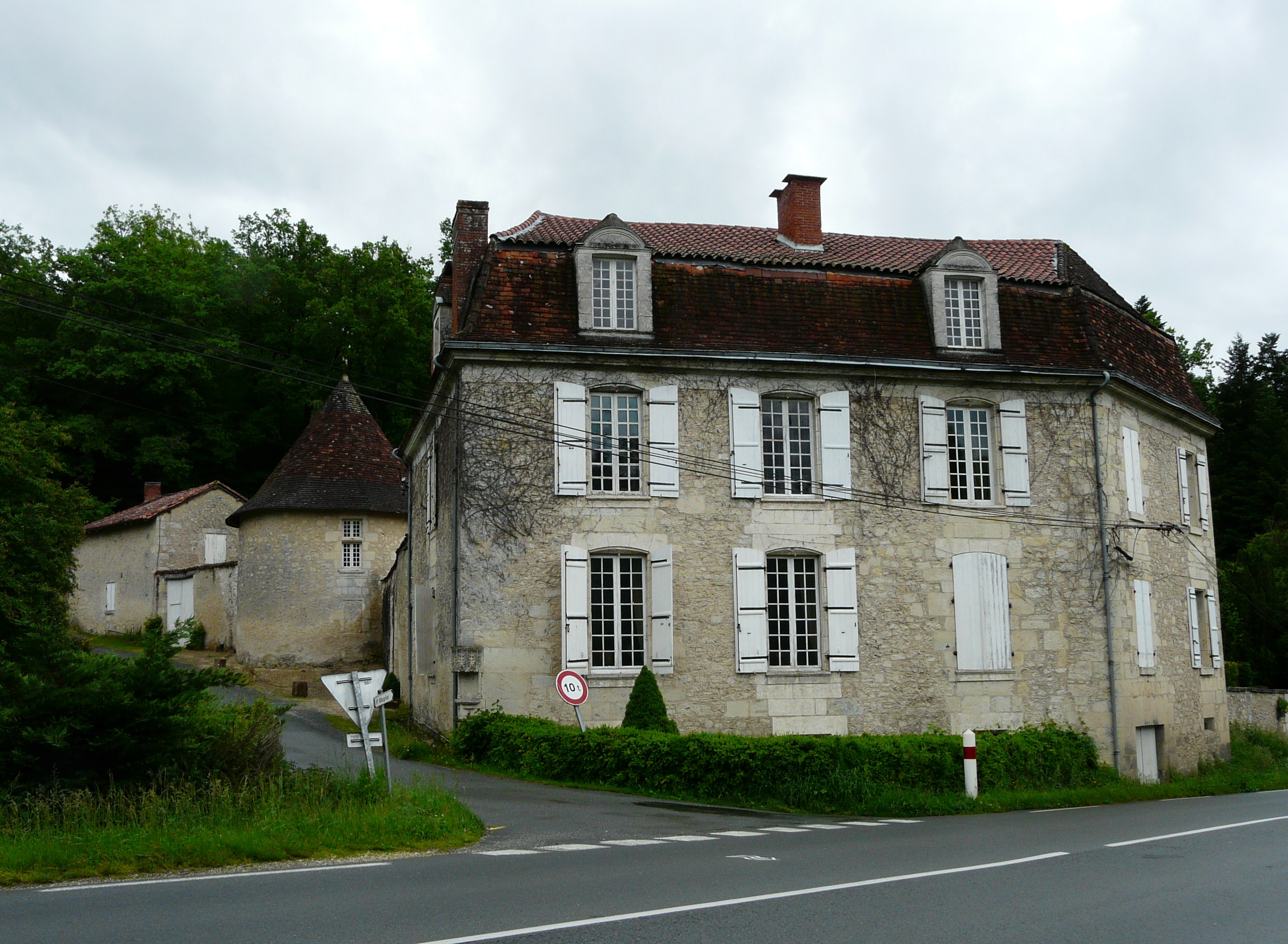
Le château de Mesplier.
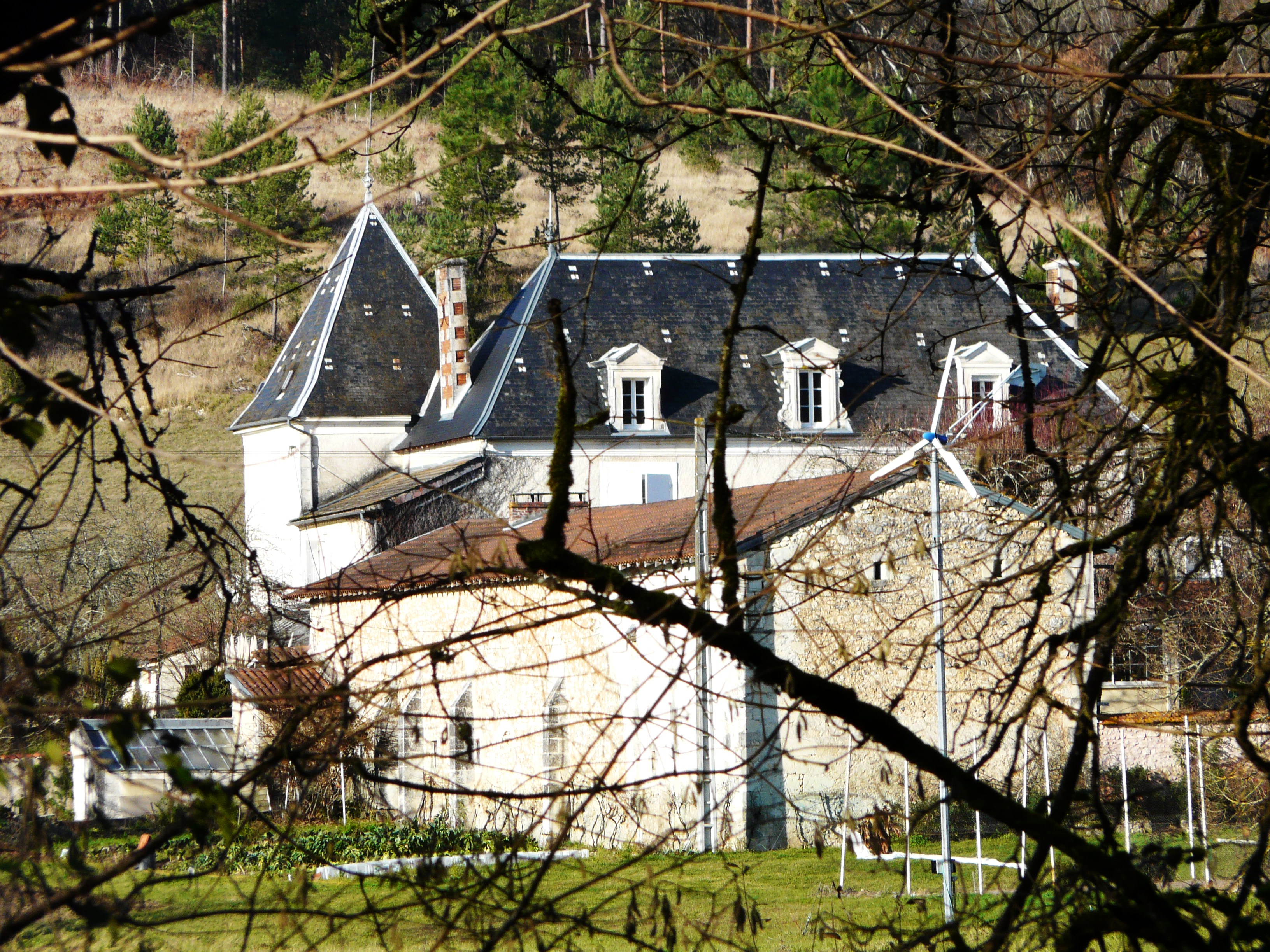
La maison noble de Vessat.
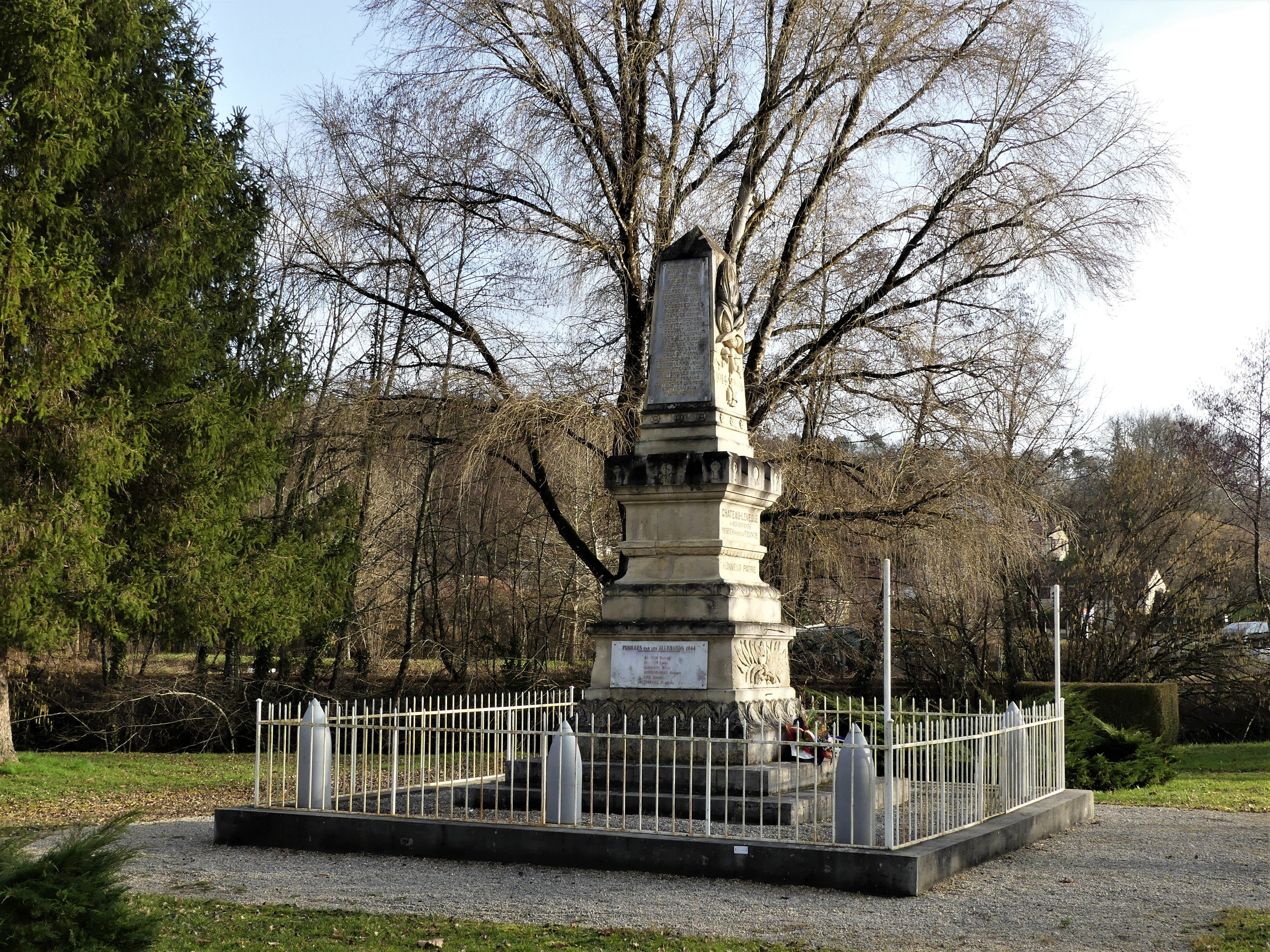
Le monument aux morts.

#### Patrimoine religieux
- Église Saint-Jean-Baptiste de Preyssac-d'Agonac, romane, XIIe siècle, classée au titre des monuments historiques depuis 2003[80], première église paroissiale de la commune.
- Église Saint Julien, XIVe siècle, au bourg, ancienne chapelle castrale devenue la nouvelle église paroissiale en 1832[81].
- Chapelle du Sacré-Cœur de Jésus des sœurs de Saint-Vincent de Paul, du XIXe siècle[81]. Les anciens bâtiments sont devenus un établissement d'hébergement pour personnes âgées (EHPA) sous le nom de Maison Saint Vincent[82].

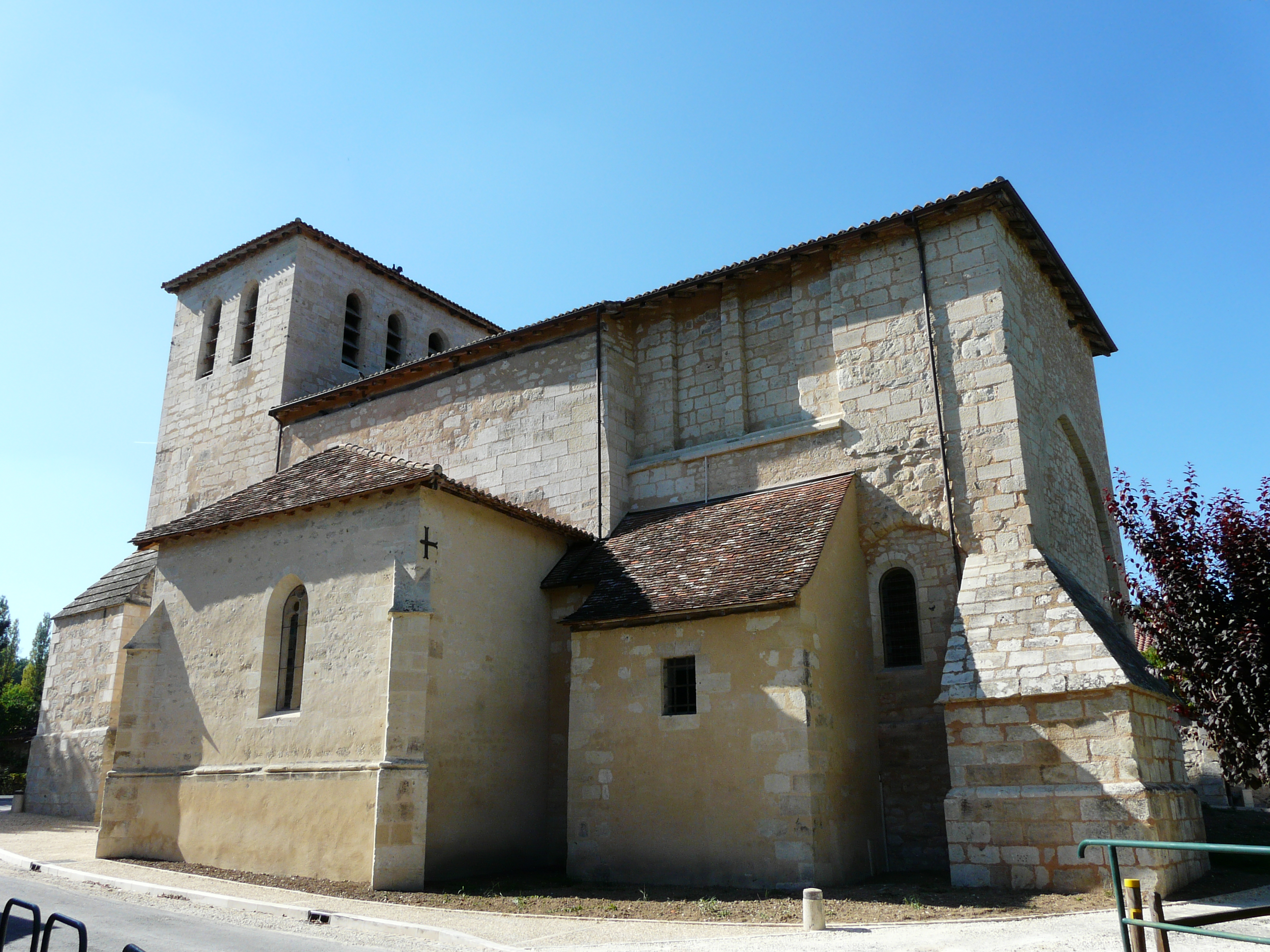
L'église Saint-Jean-Baptiste de Preyssac.
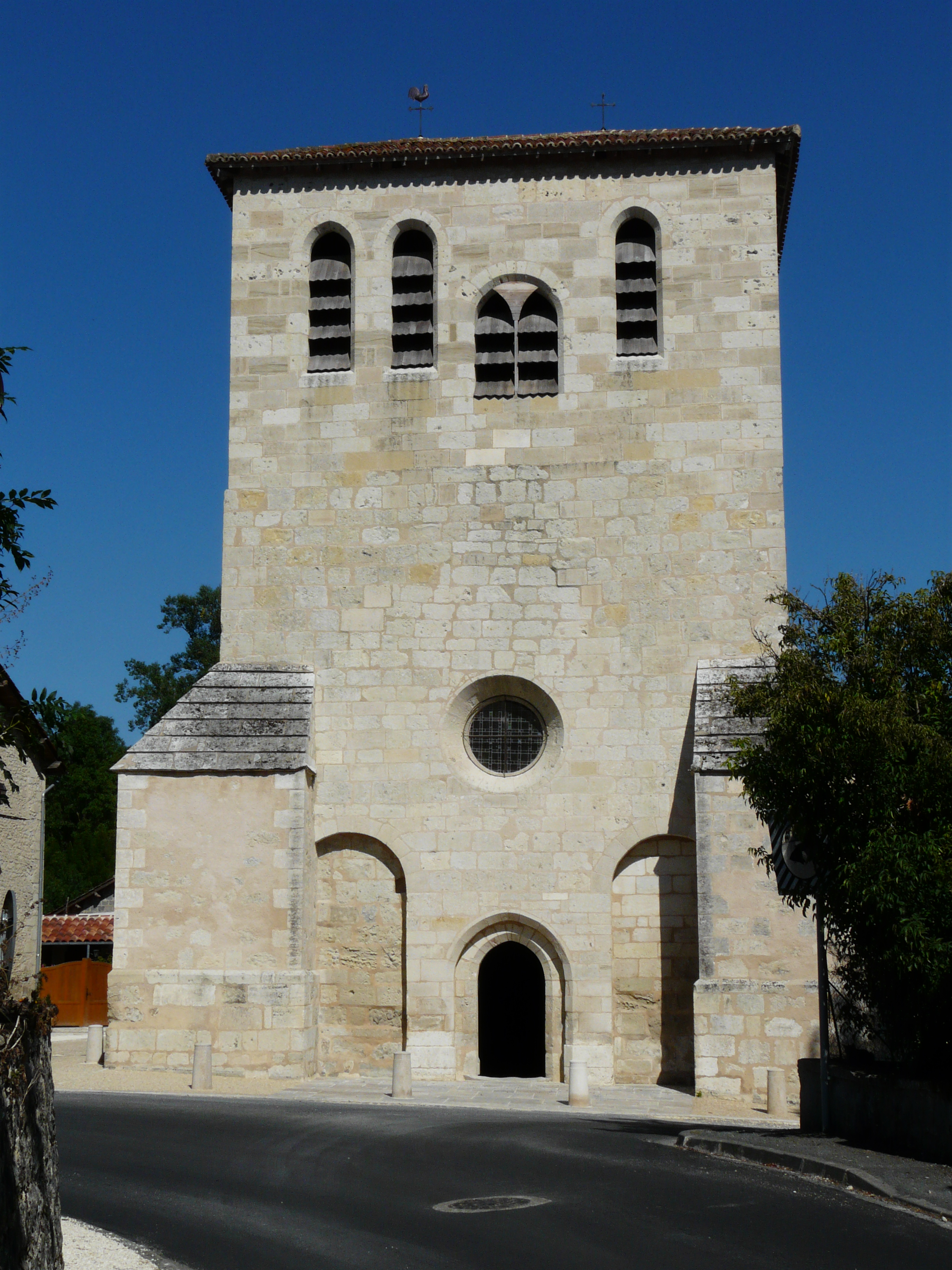
Son imposant clocher.
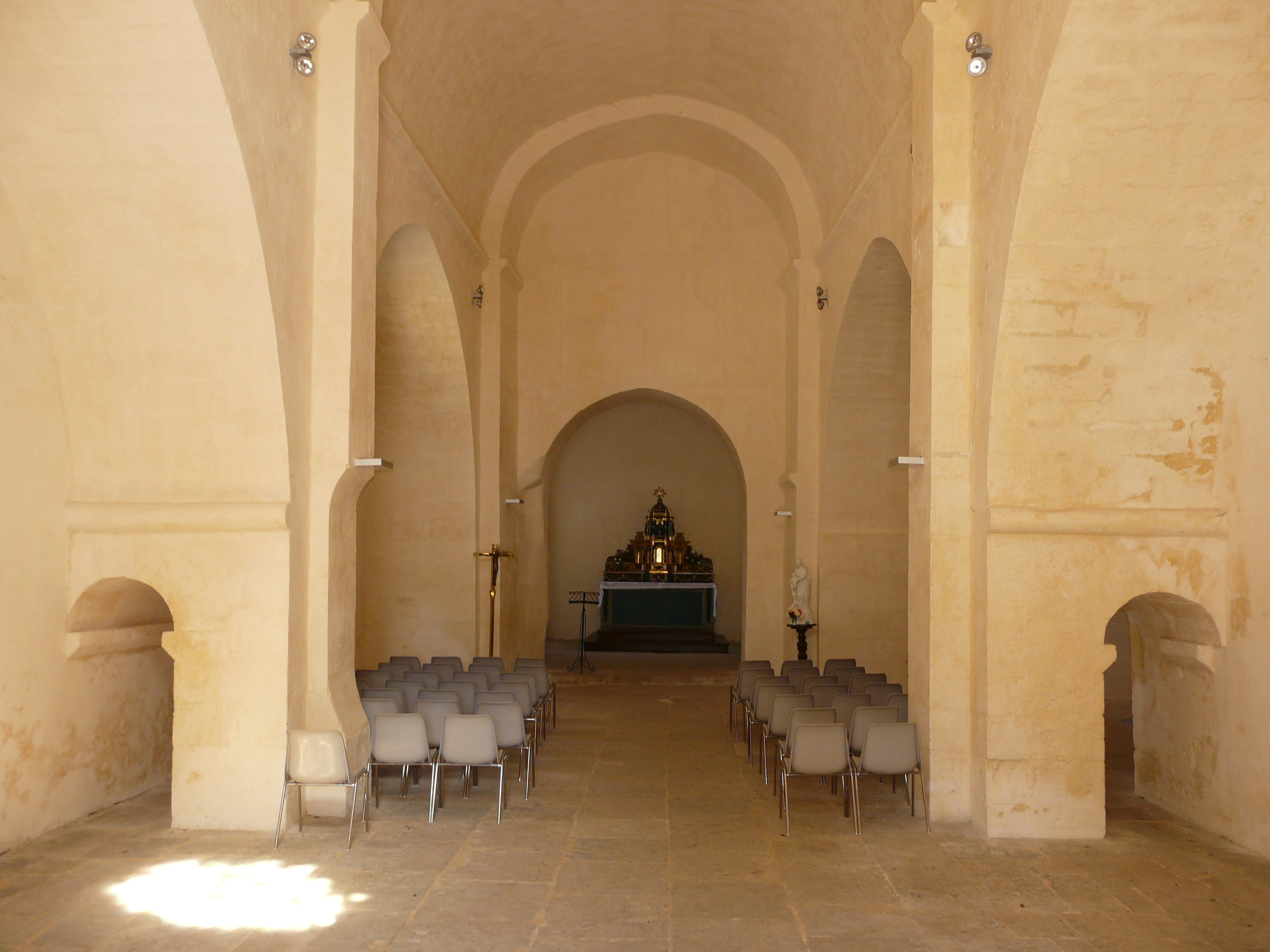
Sa nef.
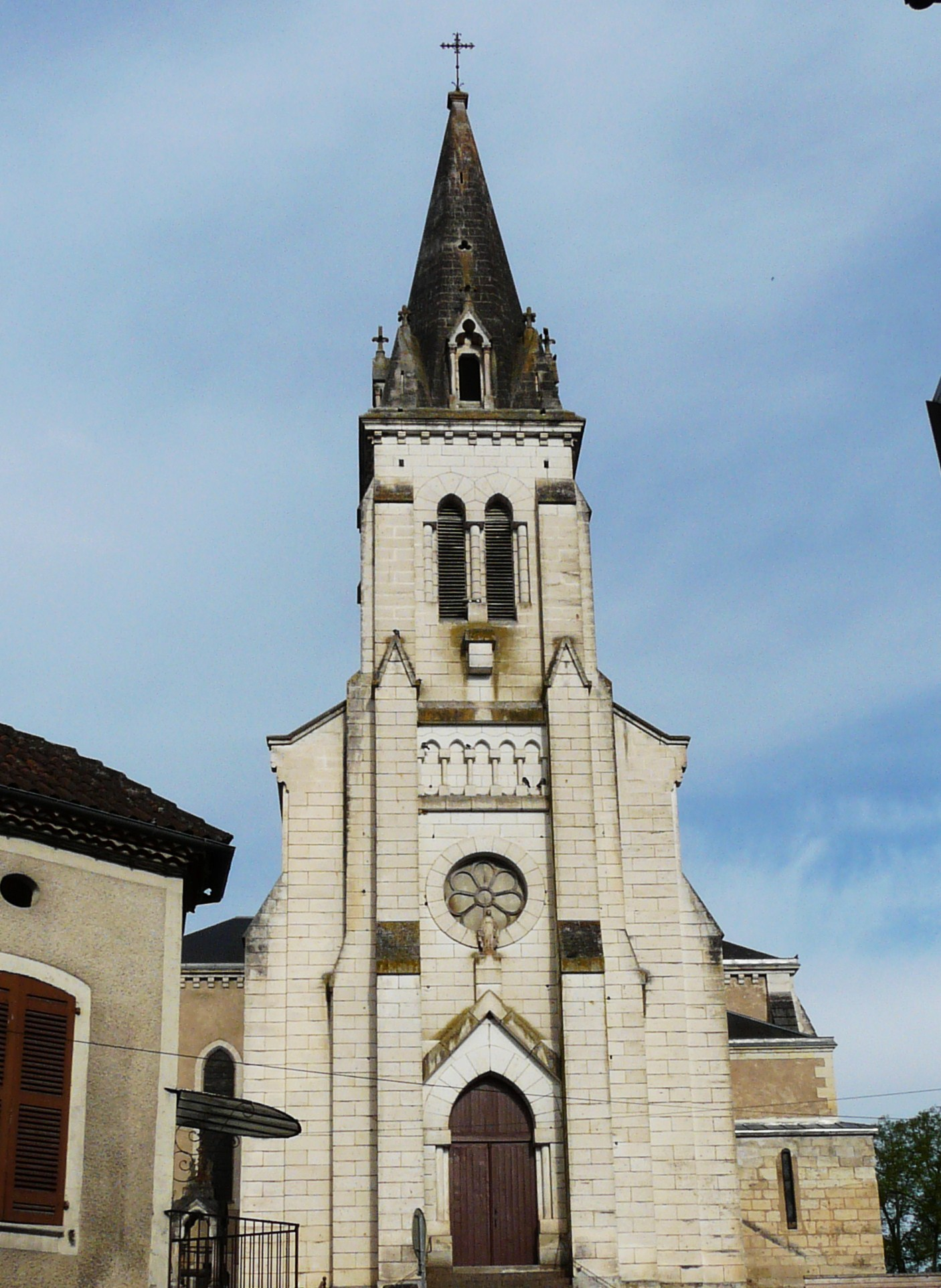
L'église Saint Julien.
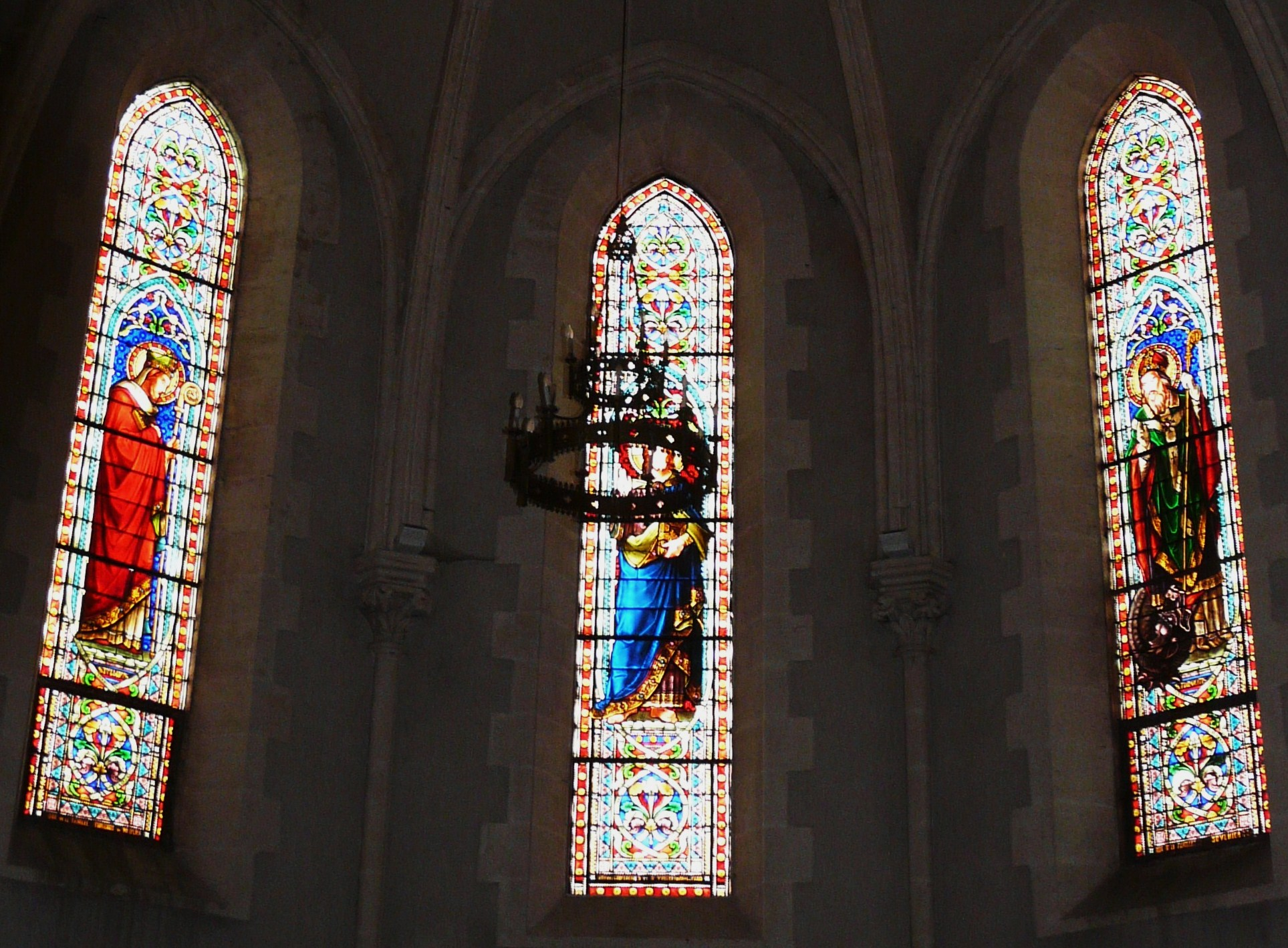
Vitraux du chœur de l'église Saint Julien.
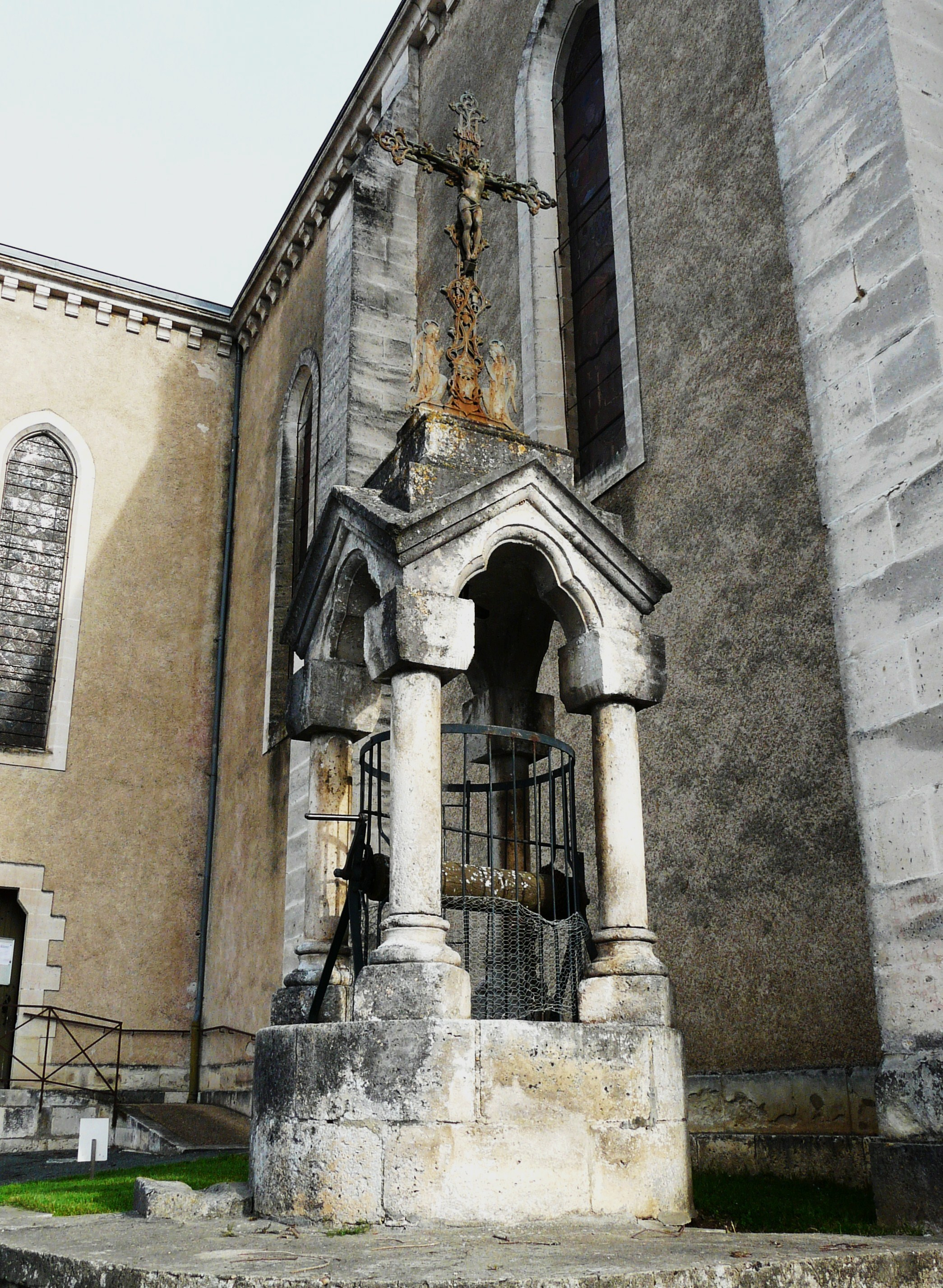
Puits à côté de l'église.

### Patrimoine naturel
Partagée avec les communes de Chancelade et La Chapelle-Gonaguet, la forêt de chênes de Feytaud, occupe environ 350 hectares dans le sud-ouest du territoire communal. Elle est protégée en tant que zone naturelle d'intérêt écologique, faunistique et floristique (ZNIEFF) de type II,.
Elle héberge deux espèces de rapaces protégées sur le territoire national : la 
Buse variable (Buteo buteo) et la Bondrée apivore (Pernis apivorus).
En ce qui concerne sa flore, deux espèces de plantes y sont considérées comme déterminantes : l'Aubépine à deux styles (Crataegus laevigata), et le Groseillier à grappes (Ribes rubrum).
Sur sept hectares de part et d'autre de la route départementale 939, à un kilomètre et demi au sud du bourg, le site « Rivière nord » est inscrit depuis 1977, pour l'intérêt pittoresque de sa longue allée de tilleuls.

### Personnalités liées à la commune

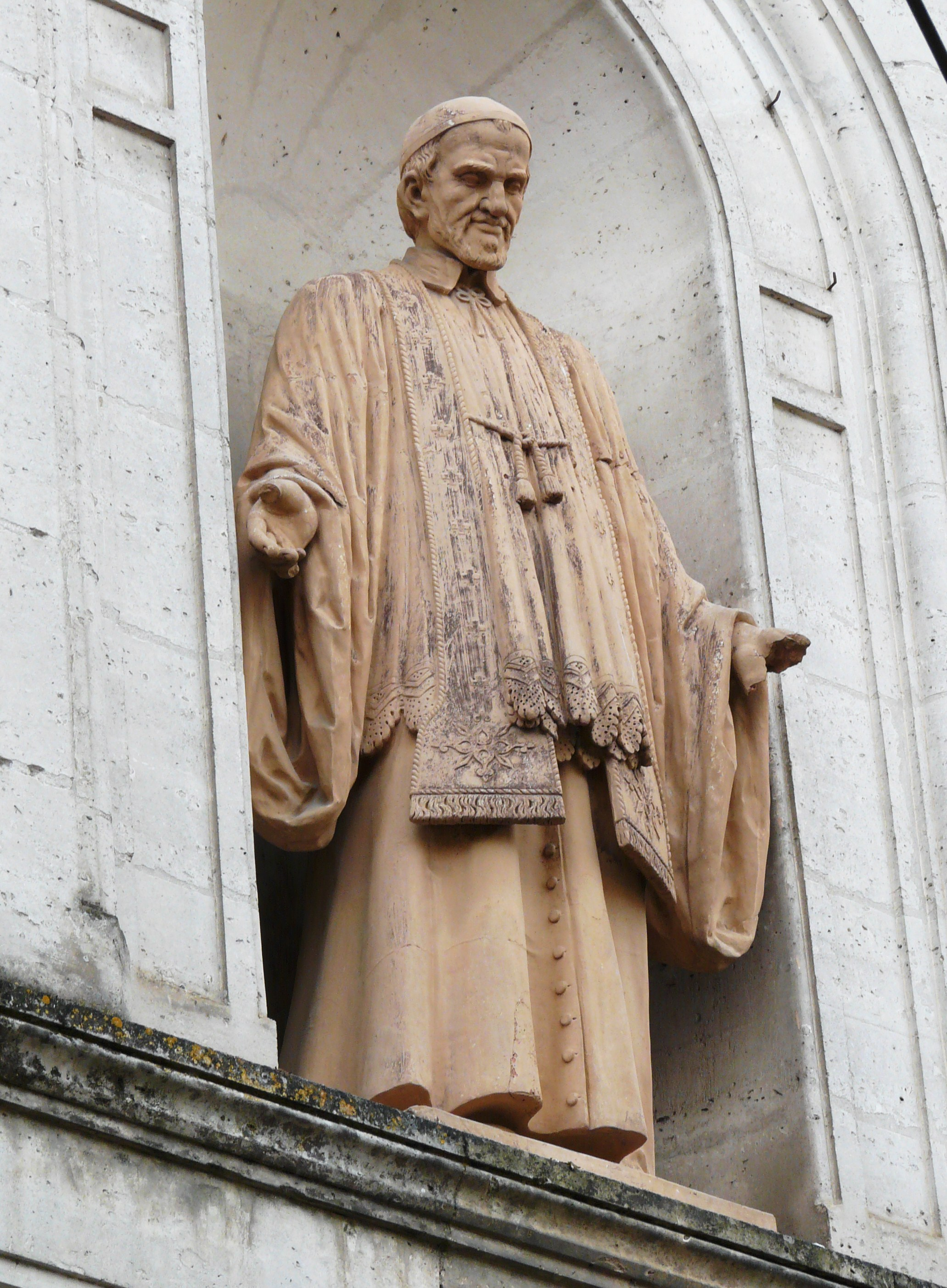
Statue de Saint-Vincent-de-Paul sur la façade du couvent de Château-l'Évêque.

- Saint Vincent de Paul (1581-1660), fut ordonné prêtre en 1600 dans la chapelle du château, devenue l'église paroissiale au XIXe siècle[81].
- Jean-Chrétien de Macheco de Prémeaux (1697-1771), évêque de Périgueux de 1731 à 1771, est mort au château de Château-l'Évêque.
- Rachilde (1860-1953), romancière française, est née à Château-l'Évêque, au domaine du Cros.
- Jenny Sacerdote (1868-1962), grande couturière française née à Périgueux, résidente et propriétaire du château de Château-l'Évêque entre 1923 et 1936.
- Xavier Arsène-Henry (1919-2009), architecte et urbaniste français (concepteur entre autres du Quartier du Lac à Bordeaux), y est inhumé.

### Héraldique
| Blason de Château-l'Évêque | Blason  | De sinople au château d'argent, maçonné et ajouré de sable, flanqué d'une tour carrée à senestre et d’une autre plus petite à dextre ; au chef de pourpre chargé d'une mitre d'or et d'une crosse du même. |
| Blason de Château-l'Évêque | Détails | Le statut officiel du blason reste à déterminer. |